# Període paleoassiri
L'Imperi assiri antic o paleoassiri és un dels períodes en què es divideix la història d'Assíria. La història d'Assíria sol dividir en tres períodes principals: l'Imperi assiri antic, l'Imperi assiri mitjà i l'Imperi neoassiri, precedits per la «Dinastia dels Waklu» i la «Dinastia Genealògica».
Assíria va ser un dels principals regnes de parla semítica de Mesopotàmia i imperis de l'Antic Orient Pròxim. Situat principalment a la riba dels rius Tigris i Eufrates (a l'Alta Mesopotàmia), el poble assiri va arribar a governar imperis poderosos en diverses ocasions, formant una part substancial del «bressol de la civilització», que incloïa a Sumèria, l'Imperi accadi i Babilònia. Durant el seu apogeu, Assíria estava a l'avantguarda dels assoliments tecnològics, científics i culturals.
En el seu apogeu, l'Imperi assiri va governar la regió que l'antiga religió mesopotàmica denominava els «quatre racons del món» i arribava, a nord, fins a les muntanyes del Caucàs, regió que actualment correspon amb la República d'Armènia i la República de l'Azerbaidjan; a l'est, fins als monts Zagros en el territori de l'actual República Islàmica de l'Iran; a sud, fins al desert àrab de l'actual Regne d'Aràbia Saudita; i a l'oest, fins a l'illa de Xipre en la mar Mediterrània, i fins i tot fins a Egipte i l'est de Líbia.
Assíria rebia el nom de la seva capital original, l'antiga ciutat d'Assur (Aššur), que data entorn al 2600 aC, que era originalment una de les nombroses ciutats estat accàdies de Mesopotàmia. Assíria també es coneixia de vegades amb els noms «Subartu» i «Azuhinum», abans de l'ascens de la ciutat estat d'Assur, després de la qual cosa va passar a ser «Aššūrāyu», nom que va mantenir després de l'ocàs. Assíria també es pot referir a la regió geogràfica on estava centrat el seu imperi, i on encara segueix el poble assiri.
L'actual minoria ètnica cristiana de parla aramea oriental al nord de l'Iraq, al nord-est de Síria, al sud-est de Turquia i el nord-oest de l'Iran són descendents dels antics assiris.

## Origen del nom
«Assíria» porta el nom de la primera capital, Assur (𐎠𐎰𐎢𐎼, Aššur) que era també el nom de la divinitat tutelar, Asshur (Aššur, 𒀭𒀸𒋩). Assíria també es coneixia de vegades com «Azuhinum», abans de l'aparició de la ciutat estat d'Assur, després de la qual cosa se'n deia «Aššūrāyu».
Assíria també és el nom de la regió geogràfica de la pàtria del poble assiri, equivalent aproximadament a territori de l'Imperi assiri antic, i la terra dels moderns assiris cristians de llengua aramea. Els experts suggereixen que Subartu pot haver estat un primer nom de la Assíria pròpiament dita al llarg del riu Tigris, fins a l'Alta Mesopotàmia, tot i que hi ha altres teories que la situen a vegades una mica més a nord, a l'oest o a l'est, en la zona fluvial del Tigris i l'Eufrates.

## Assentaments

### Ciutats-capitals

#### Assur
Assur va ser la capital d'Assíria en els períodes 2025 aC -1754 aC i 1681 aC -1379 aC. Les restes més antigues de la ciutat van ser descoberts en els fonaments del temple d'Ixtar, així com en el Palau Vell. Al voltant de l'any 2025 aC, Puzur-Aixur I (𒁍𒀫𒀸𒋩) va fundar una nova dinastia i els seus successors Iluixuma, Erixum I i Sargó I (𒊬𒊒𒄀) van deixar inscripcions sobre la construcció de temples a la ciutat dedicats als déus Asshur, Adad i Ixtar.
Assur es va convertir aviat en un centre comercial i havia rutes que comunicaven la ciutat amb Anatòlia, on els mercaders d'Assur van establir colònies. Aquestes es deien karum i tractaven principalment amb estany i llana. A la ciutat d'Assur es van erigir els primers grans temples al déu tutelar de la ciutat, Asshur, i al del déu del temps, Adad. Assur va ser la capital de l'imperi de Xamxi-Adad I (1754 aC-1721 aC). Aquest va estendre el poder i la influència de la ciutat més enllà de la vall del riu Tigris i va crear el que alguns consideren el «primer Imperi assiri». En aquest període es va construir el Gran Palau Reial i es va ampliar el temple d'Asshur amb un ziggurat.

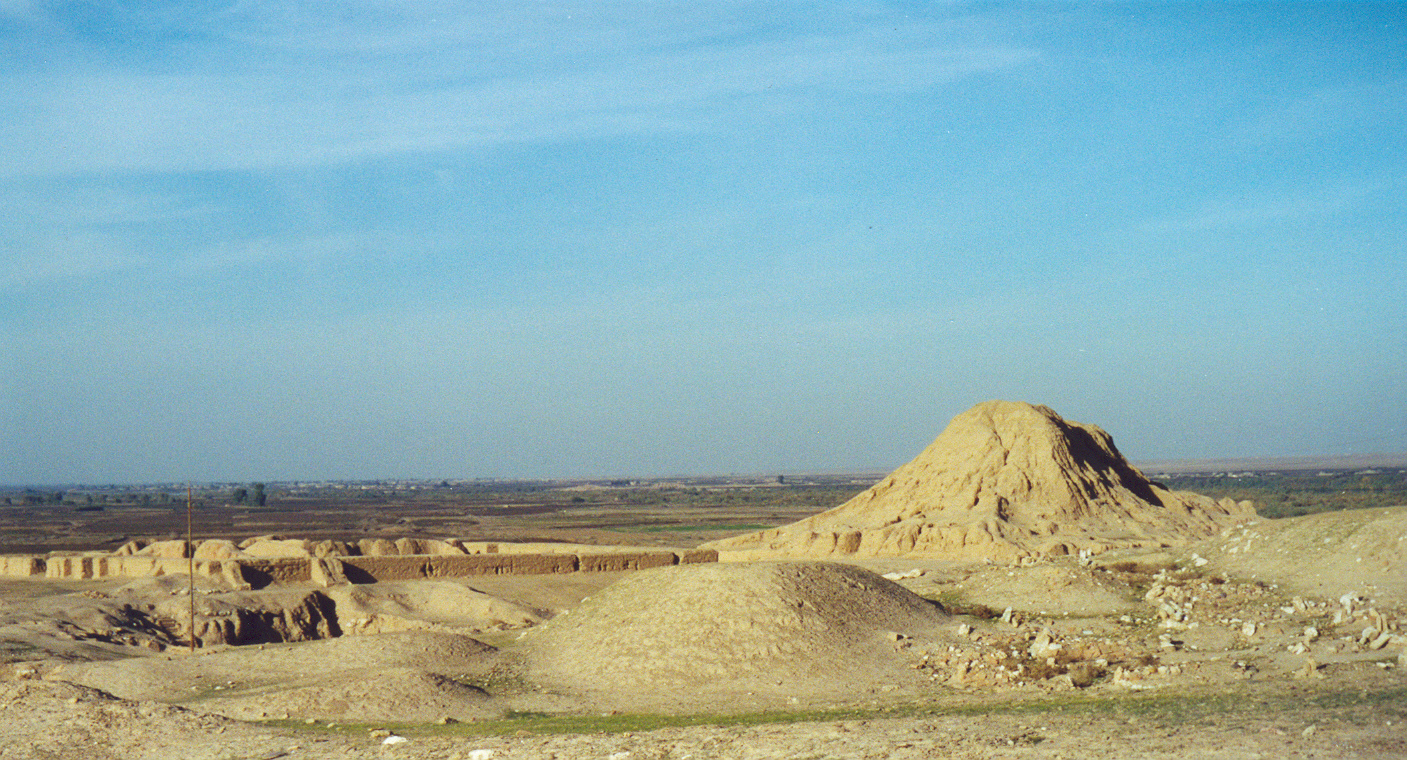
Ruïnes d'Assur
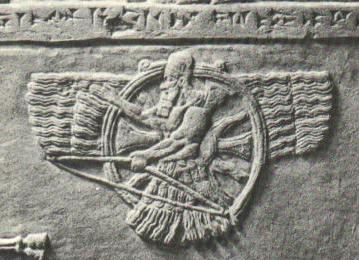
Relleu on apareix representat el deu Asshur

L'imperi va acabar fi quan Hammurabi, el rei amorreu de Babilònia, va incorporar la ciutat al seu efímer imperi després de la mort de Ixme-Dagan I l'any 1681 aC. Els següents tres reis assiris van ser considerats els seus vassalls. Un rei anomenat Adasi va expulsar els babilonis i amorreus d'Assur i de tot Assíria el 1720 aC, però, se sap poc dels seus successors. Només se sap que segles més tard es va reprendre l'activitat constructora, en temps del rei Puzur-Aixur III, quan la ciutat es va tornar a fortificar i les defenses principals que per primera vegada van cobrir també els barris meridionals.
Es van erigir temples al déu lunar Sin i al déu solar Xamaix el 1490 aC. La ciutat va ser subjugada pel rei de Mitanni, Xauixtatar, el 1450 aC, que es va endur a la seva capital de Washukanni les portes d'or i plata del temple. Aixurubal·lit I va conquerir Mitanni el 1365 aC, cosa que els va permetre als assiris apoderar-se de la porció oriental del territori de Mitanni, i després també els territoris dels hitites, babilonis, amorreus i hurrites.

#### Shubat-Enlil
Shubat-Enlil va ser la capital assíria entre els anys 1754 aC i 1681 aC. Shubat-Enlil es coneixia pel nom de «Shejna» al voltant de l'any 2000 aC. La conquesta de la regió per Xamxi-Adad I d'Assíria (c. 1754 aC-1721 aC), va donar nova vida al lloc. Li va canviar el nom, atorgant-li el de «Shubat-Enlil», que significa «la residència del déu Enlil» en idioma accadi.
Es va construir en ella un palau reial i una acròpoli de temple que comunicava amb la porta de la ciutat mitjançant un carrer pavimentat i recte. També hi havia una zona residencial planificada i tota la ciutat estava envoltada per una muralla. El rei assiri Adasi va vèncer als babilonis i els va expulsar d'Assíria, però Shubat-Enlil mai es va tornar a ocupar i la capital assíria va tornar a ser la tradicional Assur.
Entre els molts descobriments importants que s'han fet en Shubat-Enlil està un arxiu de 1100 tauletes cuneïformes dels senyors de la ciutat. Daten aproximadament del 1700 aC. i registren els tractes amb altres estats mesopotàmics i el funcionament de l'administració urbana. Shubat-Enlil va ser abandonada cap al 1681 aC.

### Altres ciutats
Nínive (𒌷𒉌𒉡𒀀) era una antiga ciutat assíria de l'Alta Mesopotàmia. La Nínive històrica apareix esmentada durant el regnat de Xamxi-Adad I (c. 1754 aC - 1721 aC), com a centre de culte a la deessa Ixtar. L'estàtua de la deessa va ser enviada al faraó egipci Amenofis III (1386 aC - 1349 aC) per ordre del rei dels mitanni. Nínive va ser vassalla de Mitanni durant mig segle, fins aproximadament el 1378 aC.

#### Karum
Els mercaders assiris havien establert karum (de l'accadi: Karum «moll, port, barri comercial»; en plural, Karu, del sumeri Kar, «fortificació portuària» o «escullera») cap al 1960 aC; eren petits assentaments colonials annexos a les ciutats d'Anatòlia que pagaven impostos als senyors d'aquestes. Entre ells es trobaven Kaneix, Ankuwa i Hattusa. També hi havia factories més petites que es deien mabartū. Probablement hi havia al voltant de vint karu i mabartū. Les primeres referències a karu provenen de les tauletes d'Ebla; en particular, un visir conegut com a Ebrium va concloure el primer tractat conegut per l'arqueologia, l'anomenat Tractat entre Ebla i Assur o Tractat Ebla-Abarsal.
La moneda encara no s'havia inventat, de manera que els comerciants assiris feien servir or per al comerç majorista i plata per al minorista. L'or tenia vuit vegades més valor que la plata. Però hi havia un metall, l'amutum, que era fins i tot més valuós que l'or. Es creu que l'amutum era el ferro, acabat de descobrir, i valia quaranta vegades més que la plata. L'exportació més important d'Anatòlia era el coure, i els mercaders assiris venien al seu torn estany i roba als habitants de la regió.

#### Karum Kaneix
Els mercaders assiris van establir un karum anomenat Karum Kaneix, que significa «ciutat colònia mercantil de Kaneix», en idioma assiri entre el 1974 aC i 1836 aC. El karum va ser apartat pels funcionaris locals perquè els primers comerciants assiris l'utilitzessin sense pagar impostos, sempre que els béns romanguessin dins del karum. Kaneix sembla haver servit com «el centre administratiu i de distribució de tota la xarxa de la colònia assíria a l'Anatòlia». Aquest important karum va estar habitat per soldats i mercaders d'Assíria durant centenars d'anys, que van bescanviar estany i llanes locals per articles de luxe, aliments, espècies i teles teixides de la terra assíria i d'Elam. Els artesans de Kaneix s'especialitzaven en gerres de fang amb forma d'animals que sovint es feien servir per a rituals religiosos.
Kaneix va ser destruït per un incendi el 1836 aC, que alguns van atribuir a la conquesta de la ciutat d'Assur pels reis d'Eixnunna; però Bryce indicava que va ser per culpa de l'atac d'Uhna. Els habitants van deixar la majoria de les seves possessions, que després van ser trobades pels arqueòlegs moderns. Les troballes s'han inclòs nombroses tauletes d'argila cuita, algunes de les quals estaven tancades en sobres d'argila segellats amb segells cilíndrics. Els documents registren activitats comunes com el comerç entre la colònia assíria i l'estat de la ciutat d'Assur, i entre els comerciants assiris i la població local. El comerç va ser administrat per famílies en lloc de per l'estat.

Mapa que mostra Anatòlia central durante el període dels kārum
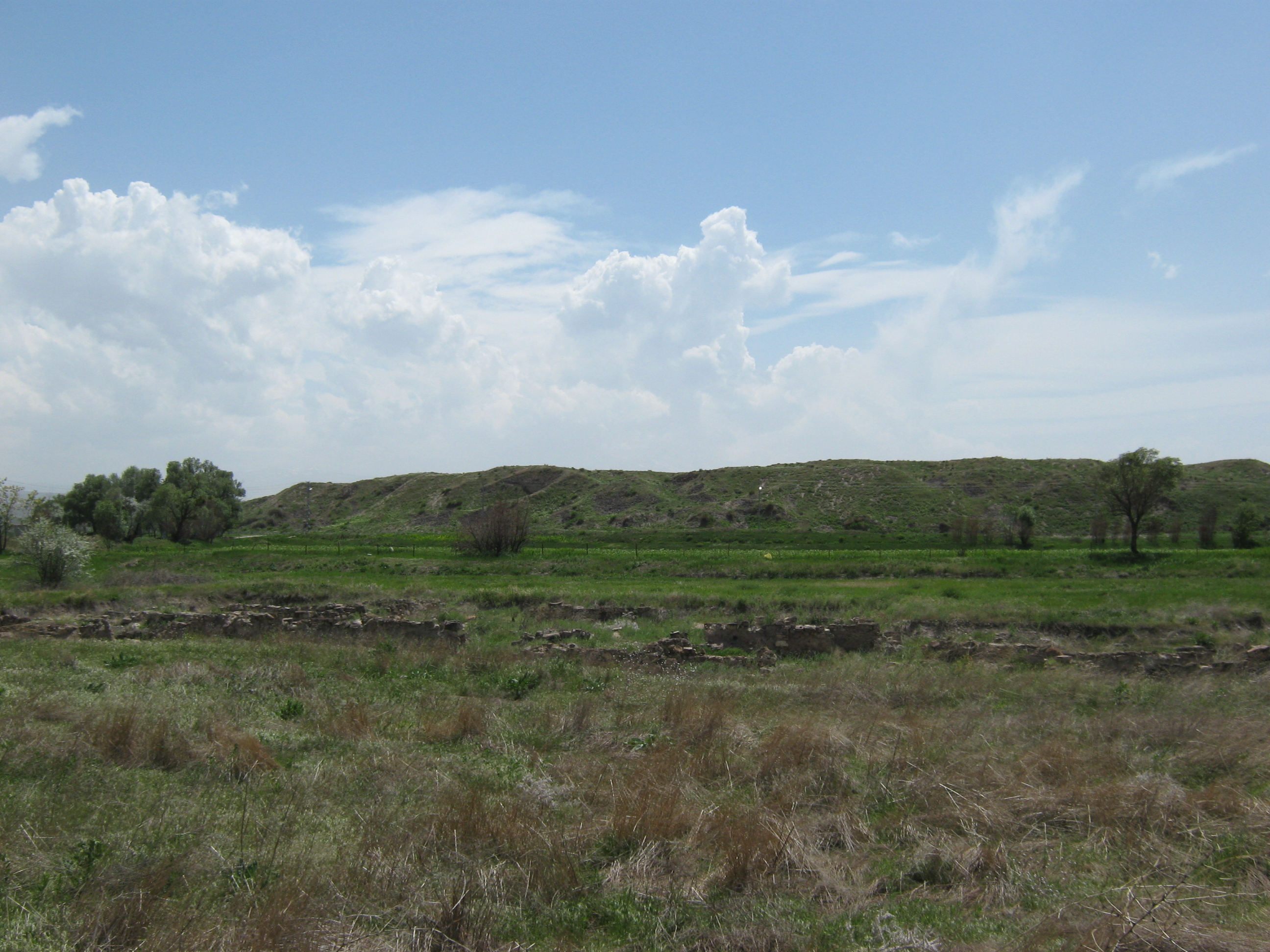
Kültepe Höyüğü vista des de la part baixa de la ciutat

Els textos de Kaneix són els documents més antics d'Anatòlia. Tot i que estan escrits en assiri antic, els manlleus i noms hitites en aquests textos constitueixen el registre més antic de qualsevol idioma de la família de llengües indoeuropees. La majoria de l'evidència arqueològica és la típica d'Anatòlia en lloc d'Assíria, però l'ús de tots dos, el cuneïforme i el dialecte, és la millor indicació de la presència assíria. Fins a la data, s'han recuperat més de 20.000 tauletes cuneïformes d'aquest lloc. La destrucció del karum causada per l'incendi va ser tan enorme que no va sobreviure cap resta de fusta per als estudis dendrocronològics.
Kaneix és el resultat de diversos períodes estratigràfics superposats. Es van construir nous edificis sobre les restes dels períodes anteriors; per tant, hi ha una estratigrafia profunda des dels temps prehistòrics fins al període hitita primerenc. Kaneix va ser reconstruït sobre les ruïnes de l'antiga i novament es va convertir en un pròsper centre comercial entre el 1798 aC -1740 aC. Aquest ofici estava sota el control de Ixme-Dagan I (c. 1721 aC - 1681 aC), qui va assumir el control d'Assur quan el seu pare, Xamxi-Adad I (1754 aC - c. 1721 aC), va conquerir Ekal·latum i Assur. Kaneix va ser novament destruït pel foc, que alguns atribueixen el segon incendi de Kaneix a la caiguda d'Assur, a altres reis propers, i finalment a Hammurabi de Babilònia (c. 1696 aC - c. 1654 aC).

#### Ankuwa
Ankuwa era un antic assentament hitita a l'Anatòlia central. Juntament amb Hattusa i Katapa, Ankuwa era una de les ciutats-capitals de les quals regnaven els reis hitites. Viatjant des de Hattusa, el seguici reial arribava a Imralla en una nit, a Hobigassa en dos i Ankuwa en la tercera. Ankuwa ha estat vinculat a l'actual Ankara per raons etimològiques, però s'han descobert fonts hitites per col·locar l'assentament al llarg de la corba sud del riu Kızılırmak. Alişar Hüyük, que també s'ha suggerit com a ubicació, és un jaciment arqueològic prop de l'actual llogaret d'Alişar. Alişar Hüyük va estar ocupat des de l'edat del coure (5000 aC - 3300 aC) fins després de l'edat del bronze (c. 3300 aC - c. 1200 aC). Diverses tauletes cuneïformes de l'era hitita escrites en l'escriptura cuneïforme de l'antic assiri (tipus-Capadòcia), es van trobar aquí. La menció en aquestes tauletes d'Ankuwa ha causat l'especulació que el jaciment arqueològic és l'Ankuwa esmentat en altres textos hitites.
A uns 12 km a nord-oest d'Alişar Hüyük hi ha un altre jaciment arqueològic important anomenat Çadır Höyük. Els excavadors de Çadır Höyük han identificat aquest lloc, amb certes reserves, amb la ciutat hitita de Zippalanda. L'evidència del primer assentament conegut a Çadır Höyük es va assolir mitjançant la tècnica del carboni-14 que ha datat el lloc en l'Edat de coure (c. 5000 aC - 3300 aC); però, l'ocupació bé pot ser anterior a aquesta època i remuntar-se al Neolític (c. 5500 aC). Çadır Höyük sembla que va florir durant l'Edat del bronze mitjà (c. 2100 aC - 1550 aC) i l'Edat de bronze tardà (c. 1550 aC - c. 1200 aC). Aquest lloc va ser excavat entre 1927 i 1932 per un equip de l'Institut Oriental de Chicago; l'excavació es va reprendre el 1992 dirigida per Ronald Gorny com a part del Projecte Regional d'Alişar, encara que la major part de la feina s'ha realitzat a la propera Çadır Höyük.

#### Hattusa
Hattusa (𒌷𒄩𒀜𒌅𒊭) va ser la capital de l'Imperi hitita a finals de l'edat del bronze. Les seves ruïnes es troben a prop de Boğazkale, dins el gran circuit del riu Kızılırmak. En el seu apogeu, la ciutat cobria 1,8 km² i comprenia una part interna i una altra externa, ambdues envoltades per una gran muralla encara visible, de murs erigits durant el regnat de Subiluliuma I. La ciutat interior cobria una àrea d'uns 0,8 km² i estava ocupada per una ciutadella amb grans edificis administratius i temples.
El paisatge que envoltava la ciutat incloïa rics camps agrícoles i terres muntanyoses per a pastures i boscos. Encara es troben boscos més petits fora de la ciutat, però en l'antiguitat estaven molt més estesos. Això va significar que els habitants tenien un subministrament excel·lent de fusta per construir les seves cases i altres estructures. Els camps van proporcionar a les persones una collita de subsistència de blat, ordi i llenties. També es collia lli, però la principal font de roba era la llana. També caçaven cérvols al bosc, però això era, probablement, un luxe reservat per a la noblesa. Els animals domèstics proporcionaven els subministraments de carn.
Els primers rastres d'assentament en el lloc són del 6000 aC al 2000 aC. Es va establir un assentament de persones aparentment autòctones d'Hatti en llocs que havien estat ocupats fins i tot abans i que es referien al lloc com «Hattush». Els comerciants d'Assur van establir un lloc comercial aquí, establint-se en el seu propi barri de la ciutat el 1900 aC -1700 aC. El centre de la xarxa comercial era a Karum Kanesh. Les negociacions comercials requerien el manteniment de registres: la xarxa comercial d'Assur va introduir l'escriptura en Hattusa en forma d'escriptura cuneïforme.

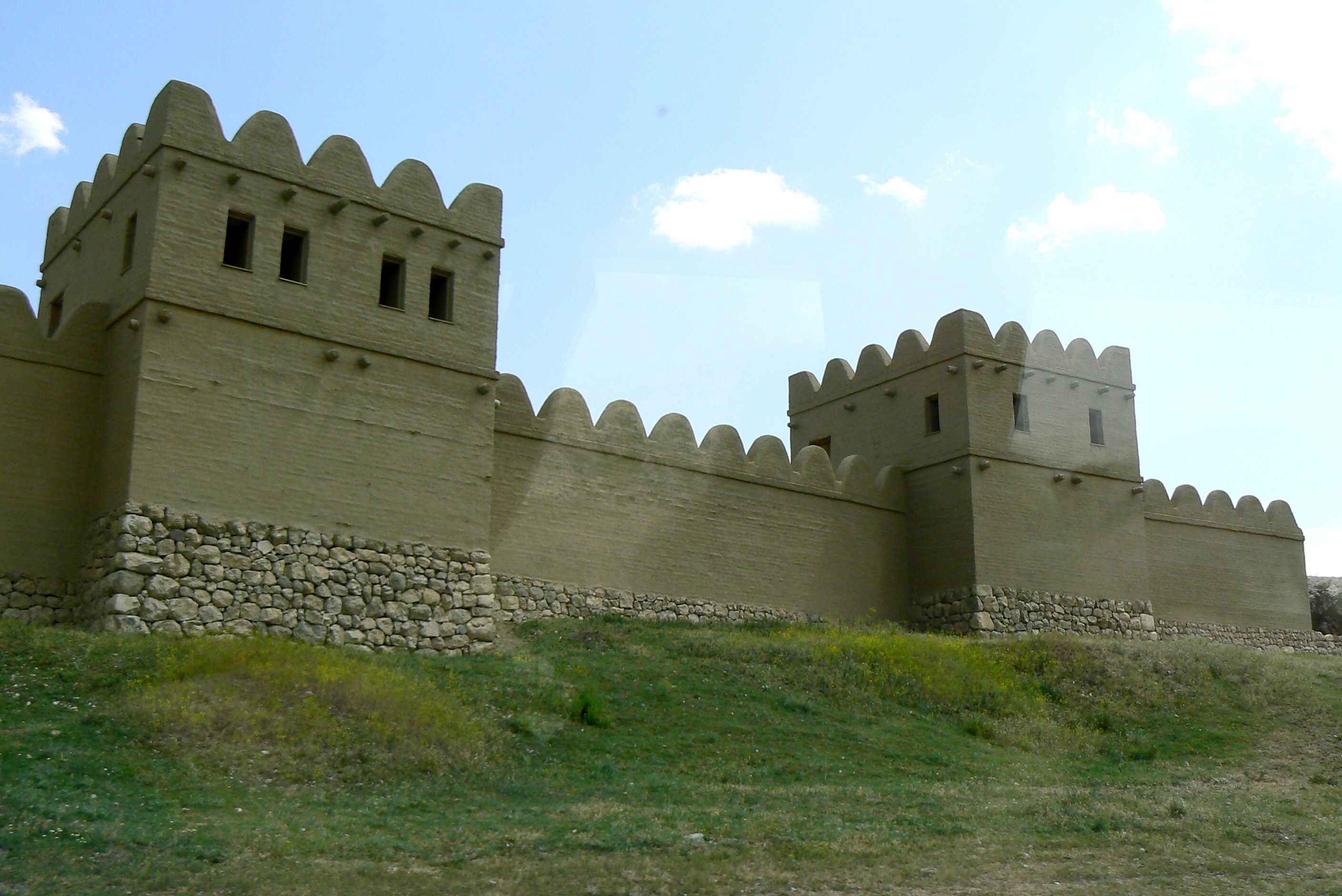
Reconstrucció de la muralla d'Hattusa
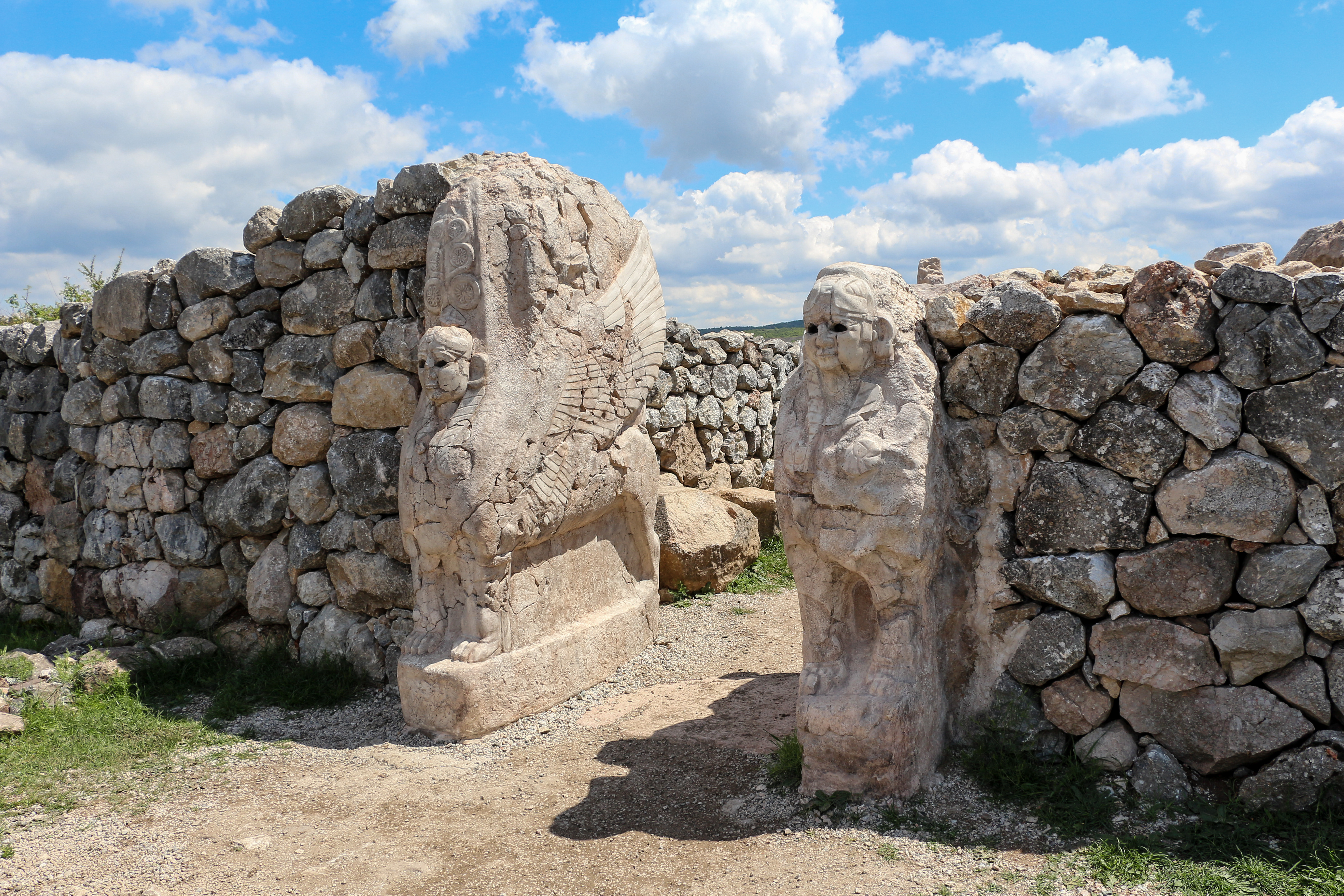
Esfinx a l'entrada de la ciutat
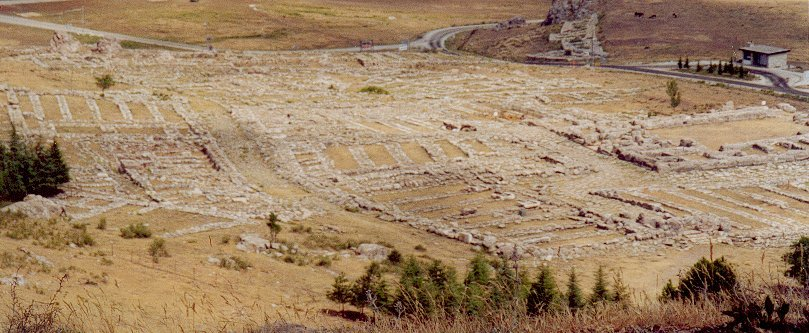
Ruïnes del temple de la ciutat

Una capa carbonitzada apareguda en les excavacions testifica l'incendi i la ruïna de la ciutat d'Hattusa l'any 1700 aC. El responsable sembla que va ser el rei Anitta de Kussara, qui es va atribuir el mèrit de l'acte i va erigir una maledicció escrita com bona mesura:
| « | Qui després de mi es converteixi en rei a Hattusa, que el tro del Déu del cel el copegi!. | » |

Només una generació més tard, un rei de parla hitita va triar el lloc com a residència i capital. La llengua hitita va guanyar parlants durant algun temps. Hattic Hattus, que era un hitita d'Hattusa, va prendre el nom de Hattusilis I, el «Primer d'Hattusa».
Les estimacions modernes situen a la població de la ciutat entre 40.000 i 50.000 habitants com a màxim. En el període inicial, el centre de la ciutat albergava un terç d'aquest nombre. Els habitatges construïts amb fusta i maons de fang han desaparegut i només resten les parets de temples i palaus construïdes en pedra. Les excavacions suggereixen que Hattusa va ser abandonada gradualment durant un període de diverses dècades a mesura que l'imperi hitita es desintegrava. Un dels descobriments més importants va ser l'arxiu reial cuneïforme de tauletes d'argila, que consisteix en correspondència oficial i contractes així com codis legals, procediments per a la cerimònia de culte, profecies oraculars i literatura de l'antic Orient Pròxim. Les 30.000 tauletes d'argila recuperades d'Hattusa formen el corpus principal de la literatura hitita.

## El govern
Al voltant de 2400 aC, els reis assiris eren líders pastorals i, com moltes nacions en la història de Mesopotàmia, Assíria va ser en gran manera una oligarquia en lloc d'una monarquia. Es considerava que l'autoritat requeia en Assur i el sistema polític tenia tres centres principals de poder: una «assemblea d'ancians», un «governant hereditari» i un sistema de datació amb epònims.

### Elšarrum
El governant no s'havia d'anomenar amb el terme accadi šarrum (rei); això era reservat per a la deïtat patrona de la ciutat: Asshur.

### L'išši'ak Aššur
El governant era designat amb el títol d'išši'ak Aššur (el majordom d'Asshur), on el terme «majordom» es manlleva de l'ensi sumeri. Ensi és un títol en llengua sumèria que designa el governant o príncep d'una ciutat estat. L'išši'ak Aššur presidia l'assemblea i duia a terme les seves decisions. Els successors de Puzur-Aixur I portaven el títol d'išši'ak Aššur, viceregent de la deïtat patrona de la ciutat, Asshur, així com ensi. La institució de l'epònim i la fórmula išši'ak Aššur van persistir com vestigis cerimonials d'aquest sistema primerenc al llarg de la història de la monarquia assíria.

### Ellimmu
El limmu es triava anualment per sorteig i, encara que era elegit per sorteig, el més probable és que el limmu formava part d'un grup limitat, com els homes de les famílies més prominents o potser els membres de l'assemblea de la ciutat. Els assiris van usar el nom dels «limmu» per a designar els anys en documents oficials. El limmu era responsable de l'administració econòmica de la ciutat, que incloïa el poder de detenir persones i confiscar propietats. A l'inici del regnat d'un rei assiri, el limmu, un funcionari reial designat, presidia el festival de Cap d'Any a la capital.

### Sistema de datació amb epònims
El sistema de datació amb epònims va ser un sistema de calendari per Assíria durant un període de més de mil anys. Cada any s'associava amb el nom (un epònim), d'un limmu. Es creu que el sistema de cites es va originar a l'antiga ciutat d'Assur i es va mantenir com el sistema oficial de cites a Assíria fins al final de l'Imperi neoassiri el 605 aC. Els noms dels limmu que servirien com epònims van ser elegits per sorteig fins al 1000 aC, quan fixar una rotació d'oficials encapçalats pel rei que es constituïa el limmu. Els primers testimonis coneguts d'epònims d'un any són a Karum Kanesh i es van utilitzar en altres colònies assíries a l'Anatòlia. Aquest sistema es va propagar per Xamxi-Adad I en l'època d'unificació de l'Alta Mesopotàmia, cap al 1754 aC -1721 aC.

## La llengua
Hi ha una gran simbiosi cultural molt íntima desenvolupada entre el poble sumeri i l'Imperi accadi que va incloure el bilingüisme generalitzat el 2400 aC. La influència del sumeri a l'accadi (i viceversa) és evident en totes les àrees, des de l'apropiació de lèxic a gran escala fins a la convergència sintàctica, morfològica i fonològica. Això ha portat els estudiosos a referir-se al sumeri i a l'accadi el 2400 aC com una federació o àrea d'idiomes. L'idioma accadi gradualment va reemplaçar el sumeri com el llenguatge parlat de Mesopotàmia entre el 2400 aC i 2000 aC (la datació exacta és una qüestió de debat), però el sumeri va continuar sent utilitzat com un llenguatge sagrat, cerimonial, literari i científic. En l'antiguitat, els assiris parlaven un dialecte de la llengua accàdia, una branca oriental de les llengües semítiques. Les primeres inscripcions, anomenades «assiri antic» es van fer al període assiri antic.

## L'escriptura
L'escriptura cuneïforme és un dels primers sistemes d'escriptura que es distingeix per les seves marques en forma de falca en les tauletes d'argila, fetes per mitjà d'una llengüeta roma per usar-la com un llapis. L'escriptura cuneïforme va aparèixer en Sumèria l'any 3500 aC, i va començar com un sistema de pictogrames. Al voltant del 3000 aC, les representacions pictòriques es van simplificar i es van fer més abstractes a mesura que el nombre de caràcters en ús es feia més petit. L'escriptura sumèria original va ser adaptada per l'escriptura de les llengües accàdia, assíria i hitita.
L'escriptura va experimentar canvis considerables durant un període de més de dos mil·lennis. A la imatge que es mostra a continuació s'observa el desenvolupament del signe 𒊕 (SAG, «cap») (Borger 184, U + 12295).

Evolució del signe cuneïforme SAG («cap»), 3000-1000 aC

Etapes:
1. Mostra el pictograma tal com va ser dibuixat l'any 3000 aC.
2. Mostra el pictograma girat com estava escrit el 2800 aC.
3. Mostra el glif que apareix en inscripcions monumentals arcaiques, c. 2600 aC.
4. És el signe, escrit en argila, contemporani a l'etapa 3.
5. Representa el signe l'any 2000 aC.
6. Representa l'antic ductus assiri del 1990 aC, que va ser adoptat per l'hitita.
7. És el signe simplificat com l'escrivien els assiris el 1000 aC fins a llur desaparició.

L'escriptura cuneïforme arcaica que va ser adoptada per l'Imperi accadi entre el 2500 aC i 000 aC es va convertir convertit en «cuneïforme assiri antic», amb moltes modificacions de l'ortografia sumèria. Les llengües semítiques van emprar equivalents per a molts signes, que es distorsionaven o abreviaven per representar nous valors perquè la naturalesa sil·làbica de l'escriptura refinada pels sumeris no era intuïtiva per als parlants semítics.

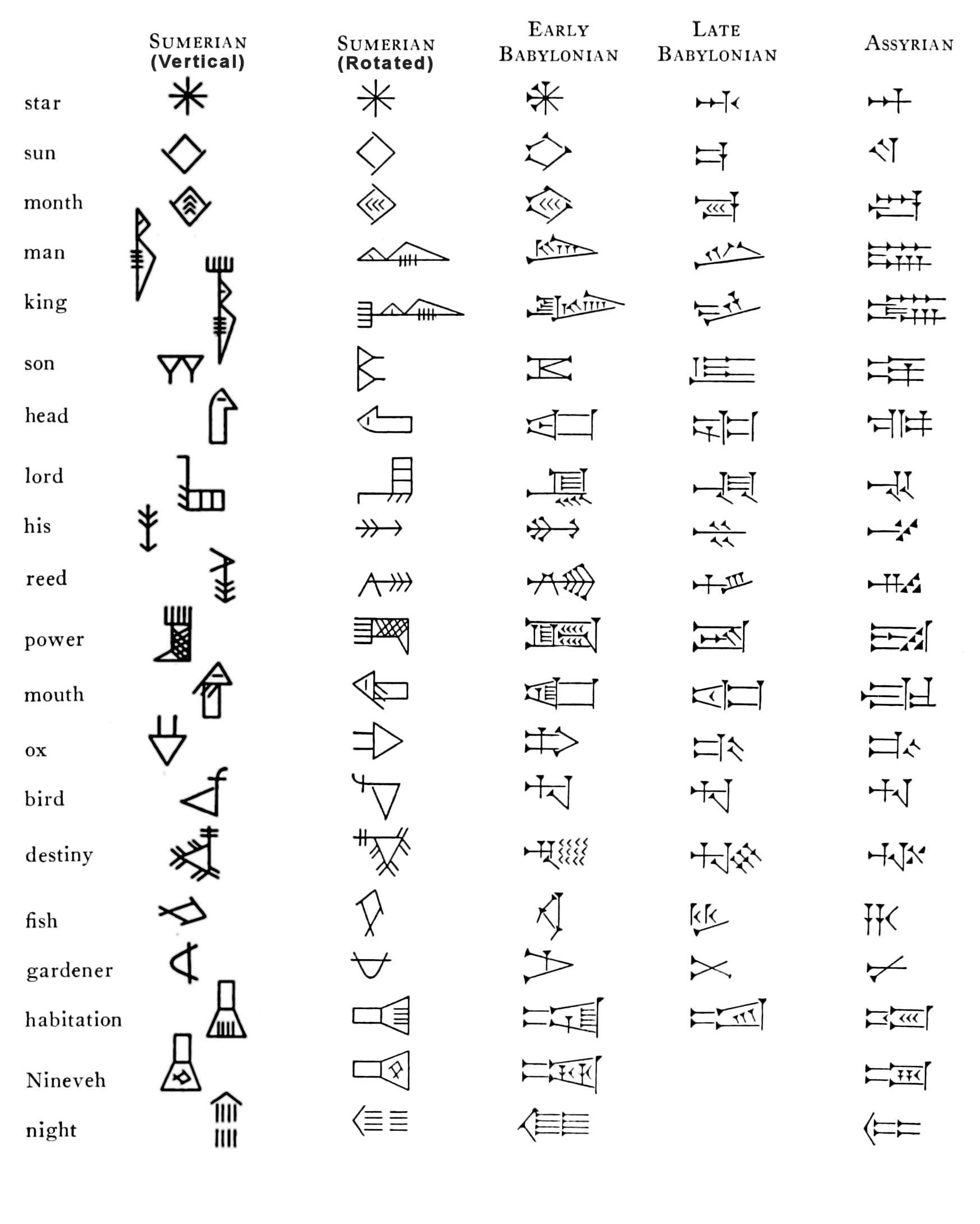
Taula il·lustrant la progressiva simplificació dels signes cuneïformes a partir d'un signe arcaic (vertical)
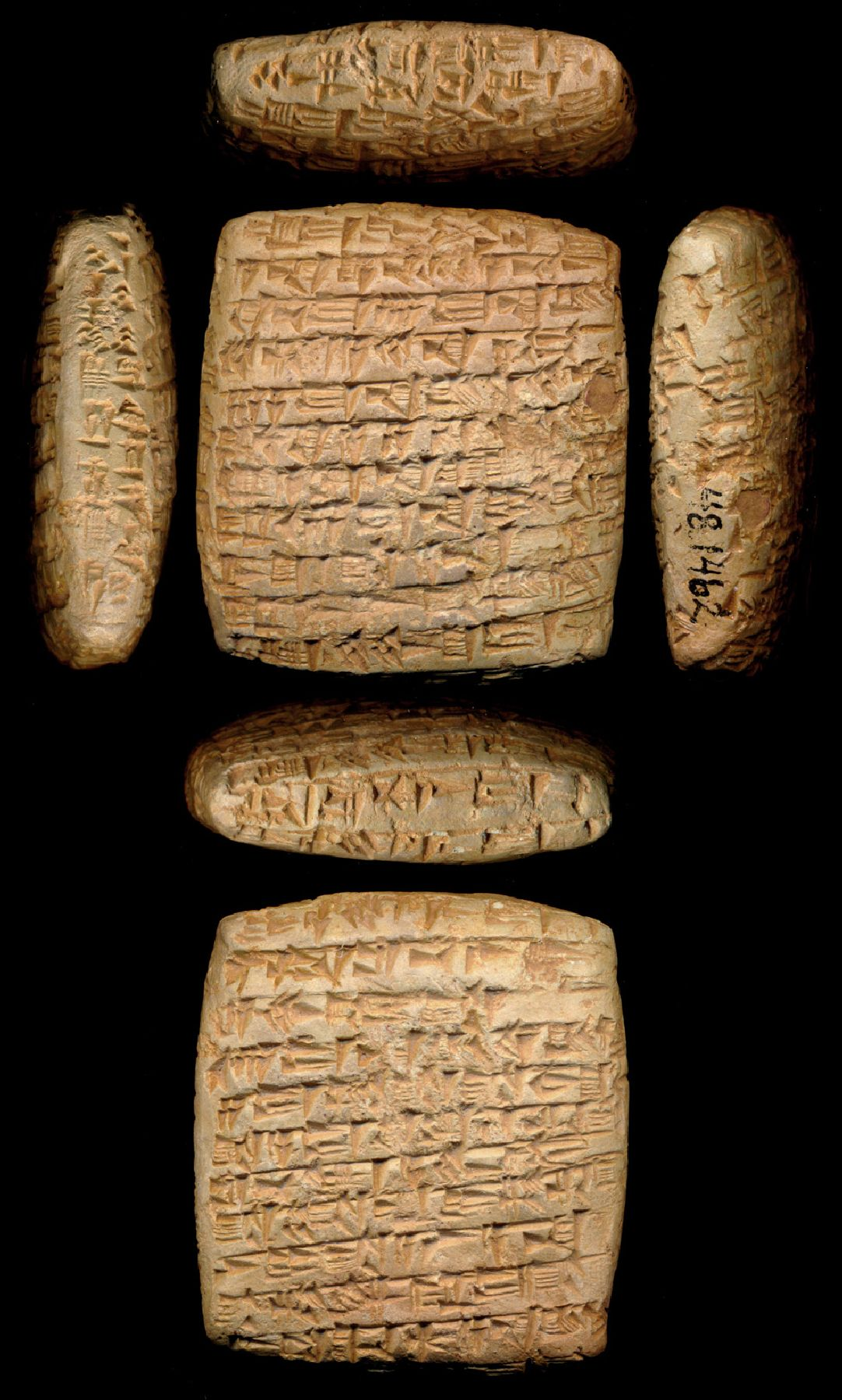
Originalment, els pictogrames es dibuixaven en tauletes d'argila en columnes verticals amb una agulla de canya o fent incisions en pedra. Aquest estil inicial no tenia la forma de falca característica dels traços. Certs signes per a indicar noms de déus, regnes, ciutats, atuells, ocells, arbres, etc., es coneixen com a determinantius, i van ser els signes sumeris dels termes en qüestió que els van agregar com una guia per al lector. Normalment els noms propis s'escrivien en forma «logogràfica»
El sil·labari cuneïforme simplificat usat durant el període assiri. En les vocals, la «C» abans i després de les vocals significa «consonant»

En aquesta etapa, els primers pictogrames es van reduir a un alt nivell d'abstracció, i es componien de només cinc formes de falca bàsiques:
| Cuneïforme | Nom              | Borger (2003) | Unicode   | Forma                 |
| ---------- | ---------------- | ------------- | --------- | --------------------- |
| 𒀸          | AŠ               | B001          | U + 12038 | horitzontal           |
| 𒁹          | DIŠ              | B748          | U + 12079 | vertical              |
| 𒀹          | GE 23 / DIŠ tenû | B575          | U + 12039 | diagonal cap avall    |
| 𒀺          | GE 22            | B647          | U + 1203A | diagonal cap amunt    |
| 𒌋          | U                | B661          | U + 1230B | Winkelhaken (o ganxo) |

Excepte pel Winkelhaken que no té «cua», la longitud de les cues de les falques podia variar segons fos necessari per a la composició del text. Els signes inclinats uns 45 graus es diuen tenû en accadi, per la qual cosa DIŠ és una falca vertical i DIŠ tenû una diagonal. Si un signe es modifica amb falques addicionals es diu gunû o «gunificació»; si els signes es creuen amb Winkelhaken addicional es diuen šešig; si els signes es modifiquen mitjançant l'eliminació d'una falca o falques, es diuen nutillu KAxGUR 7 (𒅬); el signe KA (𒅗) era un marcador compost sumeri, i apareix sovint en lligadures que tanquen altres signes. «GUR 7» és per si mateix un lligam de SÍG.AḪ.ME.U, que significa «amuntegar», «munt de gra» (en accadi: kamāru, karû). Els signes «típics» solen oscil·lar entre cinc i deu falques, mentre que els lligams complexos poden constar de vint o més (malgrat que no sempre és clar si un lligam s'ha de considerar un sol signe o dos signes intercalats, però diferents); la lligadura «KAxGUR7» es fa amb 31 falques.
La majoria de les adaptacions posteriors de l'escriptura cuneïforme sumèria van conservar almenys alguns aspectes de l'escriptura sumeria anterior. Els escrits accadis incloïen símbols fonètics del sil·labari sumeri juntament amb logogrames que es llegien com a paraules completes. Molts signes eren polivalents i tenien un significat sil·làbic i logogràfic. La complexitat del sistema té una semblança amb l'escriptura del japonès antic, derivat de xinès, on alguns d'aquests sinogrames s'usaven com logogrames i altres com caràcters fonètics.
Aquest mètode mixt d'escriptura va continuar durant tot el període assiri antic, encara que va haver-hi períodes en què el «purisme» va estar de moda i hi va haver una tendència més marcada a lletrejar les paraules laboriosament en lloc d'utilitzar signes amb un complement fonètic. L'escriptura cuneïforme hitita és una adaptació del cuneïforme assiri antic de l'any 1800 aC a la llengua hitita. Quan l'escriptura cuneïforme es va adaptar a l'escriptura hitita, es va agregar a l'escriptura una capa de deletrejos logogràfics accadis, de manera que actualment es desconeixen les pronunciacions de moltes paraules hitites que convencionalment s'escrivien amb logogrames.
La complexitat de sistema va provocar el desenvolupament de diverses versions simplificades del text. L'antiga escriptura cuneïforme persa es va escriure com un semi-alfabet sil·làbic, utilitzant molts menys traços de falca que els utilitzats pels assiris juntament amb un grup de logogrames per paraules freqüents com «déu» (𐏎) i «rei» (𐏋).

## La religió
Els assiris, igual que la resta dels pobles de Mesopotàmia, van seguir l'antiga religió de Mesopotàmia, amb el déu nacional Asshur a qui li donaven un lloc d'honor al capdavant de l'Imperi assiri antic. Altres déus importants dins el panteó de l'Imperi assiri antic van ser: Ixtar, Adad, Sin, Ninurta, Nergal i Ninlil. L'arquitectura assíria, com la de Babilònia, va estar influenciada pels estils sumero-accadis i fins a cert punt pels estils de Mitanni. Però des del principi va desenvolupar el seu propi estil distintiu. Els palaus lluïen decoracions acolorides de paret i el tall de segells, un art après de Mittani que es va desenvolupar ràpidament. Les escoles dels mestres ensenyaven els dialectes de Babilònia i Assíria de l'idioma accadi i les obres literàries sumèries i accadies sovint es copiaven amb un gust assiri.

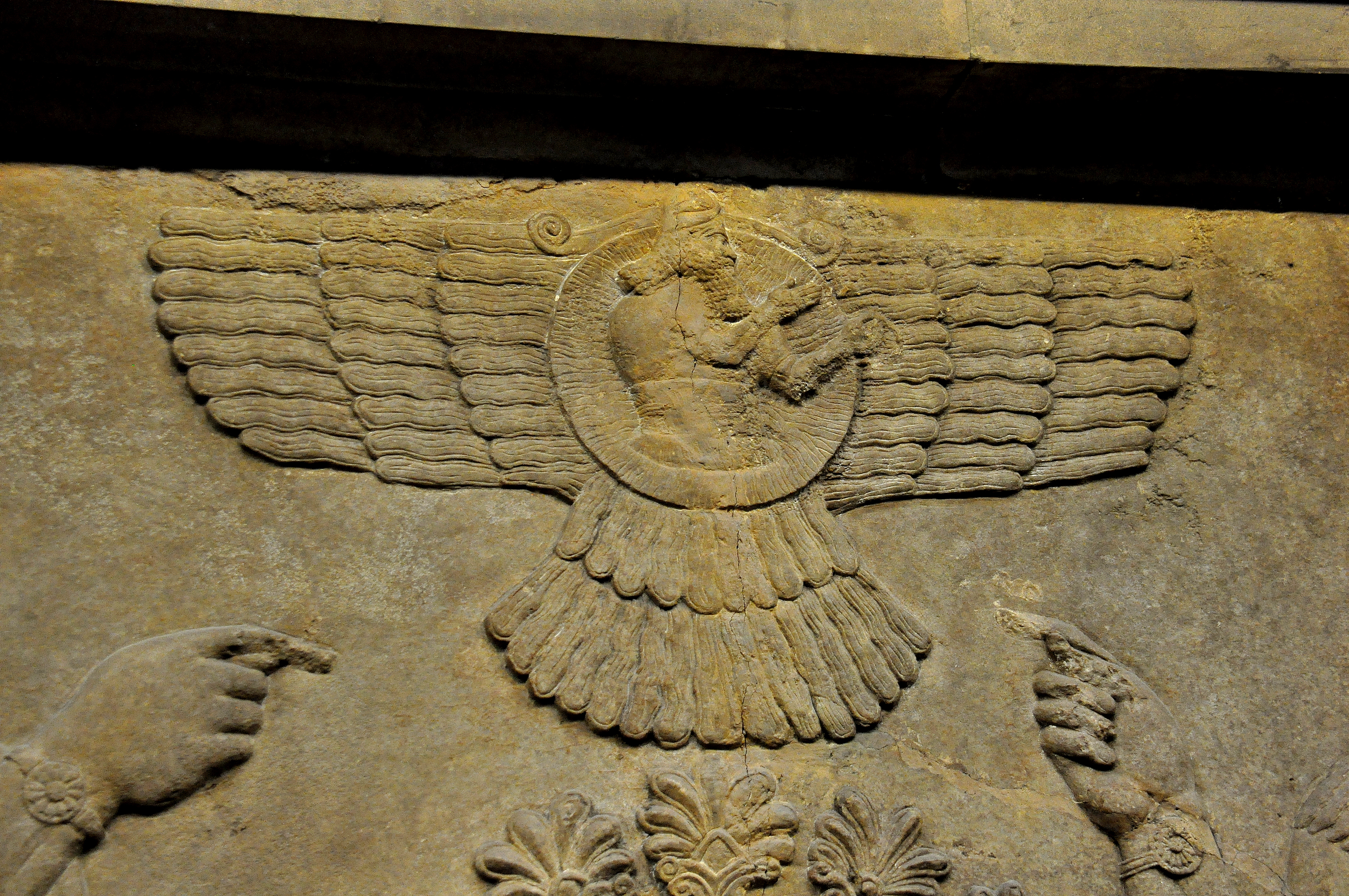
Asshur (𒀭𒀸𒋩)
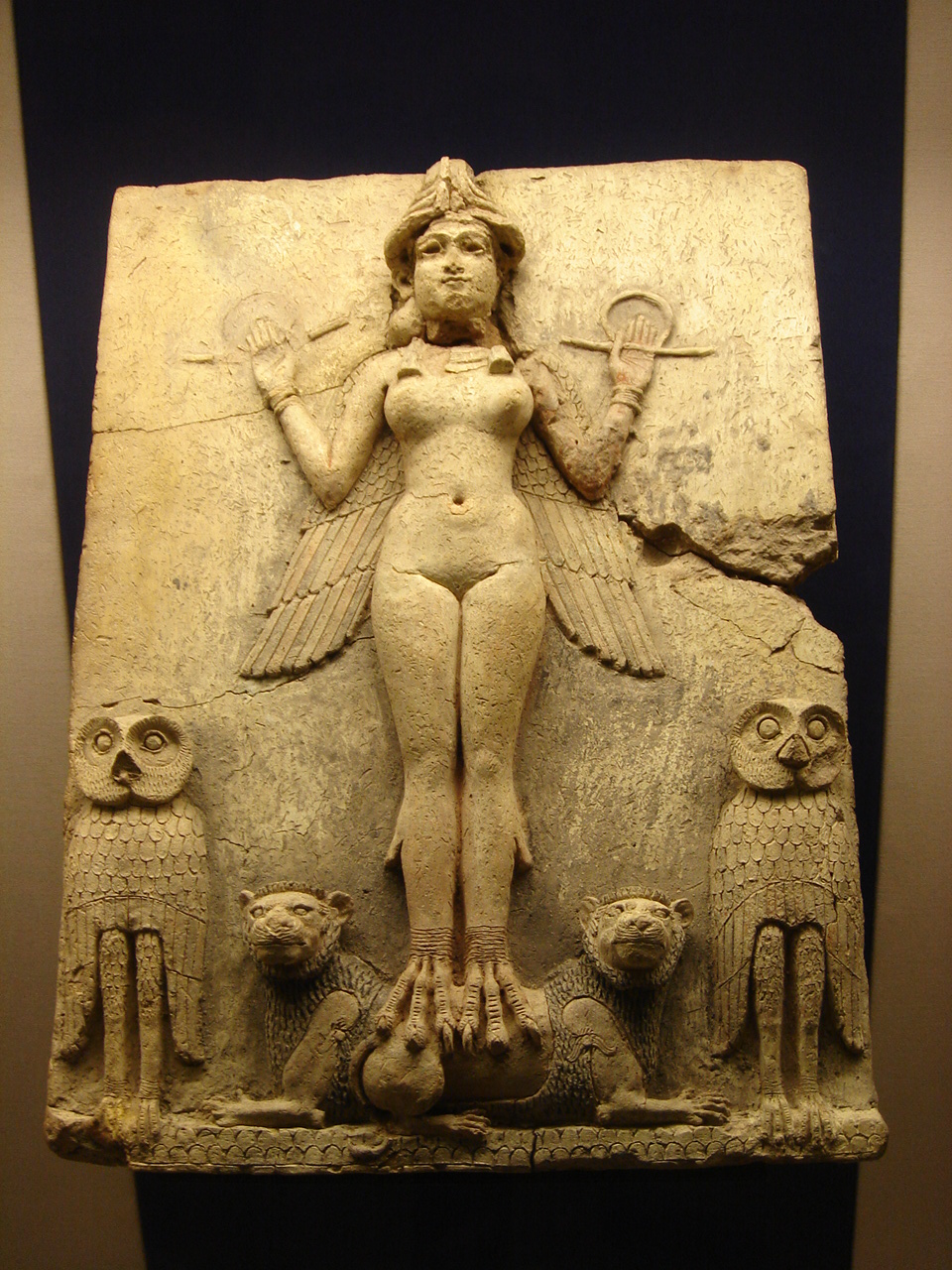
Ixtar (o Inana) (𒀭𒈹)
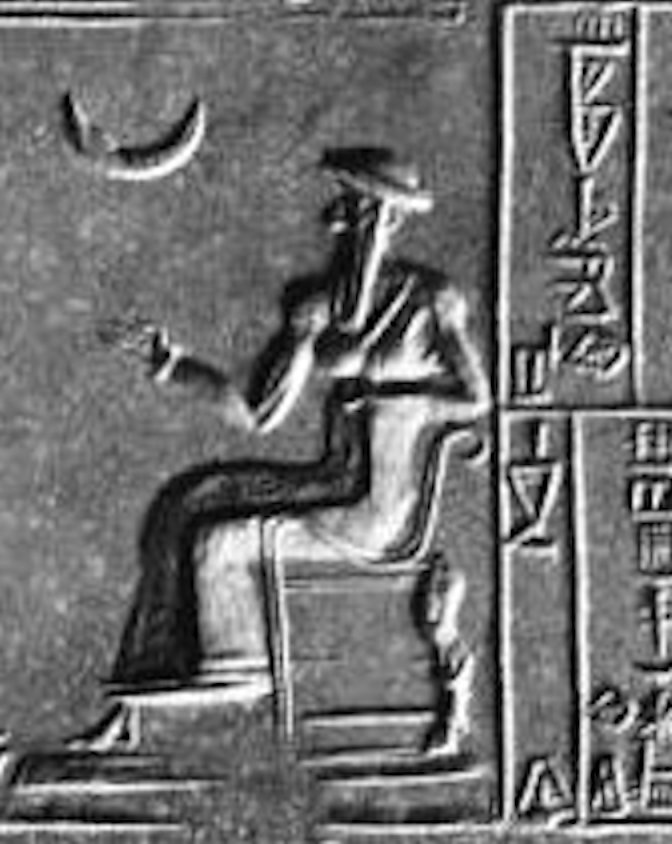
Sin (o Sin) (𒀭𒋀𒆠)
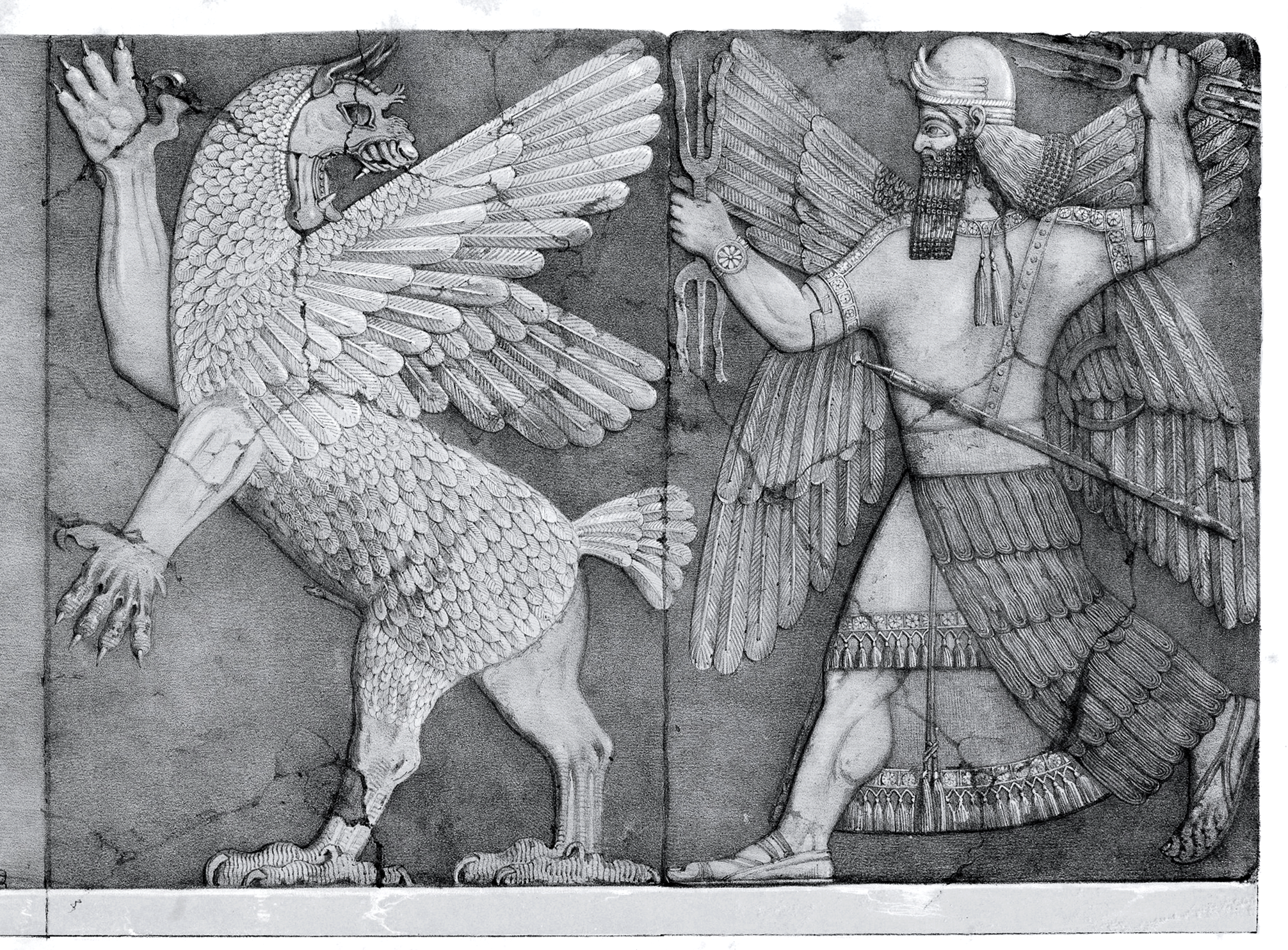
Ninurta (o Ningirsu) (𒀭𒊩𒌆𒅁)

### Asshur
Asshur (𒀭𒀸𒋩) era un déu del panteó assiri en la religió de Mesopotàmia, adorat principalment a l'Alta Mesopotàmia (que constituïa l'antiga Assíria). Asshur era una forma deificada de la ciutat d'Assur, que data del 2600 aC i va ser la capital de l'Imperi assiri antic. Durant els diversos períodes de la conquesta assíria, com la realitzada per Xamxi-Adad I (c. 1754 aC - c. 1721 aC), la propaganda imperial dels assiris va proclamar la supremacia d'Asshur i va declarar que els pobles conquerits havien estat abandonats pels seus déus. Originalment, no tenia una família, però quan el culte va caure sota la influència de la Baixa Mesopotàmia, va arribar a ser considerat com l'equivalent assiri d'Enlil (𒀭𒂗𒆤), el déu principal de Nippur, que era el déu més important del panteó de la Baixa Mesopotàmia des del 2990 aC, fins que Hammurabi de Babilònia (c. 1696 aC - 1654 aC) va fundar l'Imperi paleobabilònic, després de la qual cosa Marduk (𒀭𒀫𒌓) va reemplaçar a Enlil com el déu principal de la Baixa Mesopotàmia. A l'Alta Mesopotàmia, Assíria va adoptar a l'esposa d'Enlil, Ninlil (𒀭𒊩𒌆𒆤), i els seus fills, Ninurta (𒀭𒊩𒌆𒅁) i Zababa (𒀭𒍝𒂷𒂷); aquest procés va començar el 1390 aC.
Els símbols d'Asshur inclouen:
1. Un disc alat amb banyes, que tanca 4 cercles que giren al voltant d'un cercle central; uns raigs ondulants cauen des de qualsevol costat del disc.
2. Un cercle o roda amb ales que tanca a un guerrer amb un arc a punt de disparar
3. El mateix cercle amb el guerrer amb un arc (però portat a la mà esquerra), amb la mà dreta aixecada com per beneir als seus adoradors. Un estàndard assiri, que probablement representava la columna del món, té el disc muntat al cap d'un toro amb banyes. La part superior del disc està ocupada per un guerrer, el cap del qual, una part del seu arc i la punta de la sageta sobresurten del cercle. Els raigs ondulants tenen forma de V, i dos bous, trepitjant raigs semblants a un riu, ocupen les divisions així formades. També hi ha dos caps, un de lleó i un altre d'home, amb la boca oberta, que representen els rius Tigris i Eufrates. Jastrow considera el disc alat com «el símbol més pur i genuí d'Asshur com una deïtat solar». Ell l'anomena «un disc solar amb raigs que sobresurten», i diu «a aquest símbol se li va agregar el guerrer amb arc i fletxa. Una desespiritualització que reflecteix l'esperit marcial de l'imperi assiri».[17]

### Adad
Adad era el déu del clima a l'antiga religió de Mesopotàmia. En alguns textos, Adad era de vegades fill de la deessa lluna Sin per Ningal i germà de Xamaix (𒀭𒌓) i Ixtar. Ell també és ocasionalment fill d'Enlil. La consort d'Adad era Shala, una deessa del gra, que també de vegades s'associa amb el déu Dagana. L'animal que representa Adad és el toro.
Adad presenta dos aspectes en els himnes, conjurs i inscripcions votives. D'una banda, ell és el déu qui, al portar la pluja en el moment oportú, fa que la terra es torni fèrtil i, d'altra banda, les tempestes que ell envia causen estralls i destrucció. Ell està representat en monuments i segells cilíndrics (de vegades amb un casc amb banyes) amb un llamp (de vegades representat en forma d'una llança), i en els himnes predominen els aspectes ombrívols del déu en general. Es va associar amb el déu del sol, Xamaix, a causa de la combinació natural de les dues deïtats que s'alternen pel control de la natura, porta a imbuir-lo d'alguns dels trets que pertanyen a una deïtat solar. Xamaix i Adad es van convertir en la combinació dels déus dels oracles i de l'adivinació en general.

## Història
Assíria va establir colònies a l'Àsia Menor i al Llevant durant l'Imperi antic i, en temps del rei Iluixuma, es va expandir pel sud de la Mesopotàmia, on el que després va ser Babilònia. Les primeres inscripcions escrites dels reis assiris daten de l'any 2450 aC, després d'independitzar-se dels sumeris. La terra assíria en el seu conjunt consistia en aquells dies d'una sèrie de ciutats estat i petits regnes de parla semítica, alguns dels quals eren inicialment independents d'Assíria. La fundació del primer gran temple a la ciutat d'Assur es va atribuir tradicionalment a rei Uixpia, qui va regnar fins a l'any 2050 aC, possiblement contemporani de Ishbi-Erra d'Isin i Naplanum, rei de Larsa. S'afirma que li van succeir els reis Apiaixal, Sulili, Kikkiya i Akiya (mort al voltant de l'any 2026 aC), dels quals se sap poc, a part de les mencions posteriors que Kikkiya va fer obres a les muralles de la ciutat i en els temples d'Assur.
Entre l'any 2500 aC i 2400 aC, els reis assiris eren caps ramaders. Els principals rivals, veïns o socis comercials dels primers reis assiris entre 2200 aC i 2000 aC, van ser els hatti i hurrites del nord (a l'Àsia Menor); els gutis, els lullubi i els turukku (a l'est, a les muntanyes Zagros al nord-oest de l'altiplà persa), els elamites (al sud-est, a l'Iran meridional), els amorites (a l'oest, en la moderna Síria), i els seus compatriotes de les ciutats estat sumero-accàdies de sud de Mesopotàmia com Isin, Kix, Ur, Eixnunna i Larsa. Al voltant del 2400 aC, els assiris es van convertir en súbdits de Sargon I d'Accad, qui va unir a tots els pobles de parla sumero-accadia de Mesopotàmia en l'Imperi accadi, que va durar des de l'any 2334 aC fins al 2154 aC. En aquest moment, els sumeris finalment van ser absorbits per la població accadia (assiri-babilònica). Assíria va ser una potència regional en temps de l'Antic Imperi, de l'any 2100 aC fins al 1800 aC.
Els amorreus havien envaït els regnes de sud de Mesopotàmia i el Llevant entre els anys 2100 aC i 1900 aC, però els reis assiris havien repel·lit els seus intents de conquesta durant aquest període. No obstant això, Erixum II (c.1818 aC - 1809 aC), va ser l'últim rei de la dinastia de Puzur-Aixur I, fundada el 2025 aC. El 1808 aC va ser deposat i el tron d'Assíria va ser usurpat per Xamxi-Adad I (1809 aC - 1776 aC) com a conseqüència de l'expansió de les tribus amorrites de delta del riu Khabur en el Llevant nord-oriental.
Al voltant de 1800 aC, Assíria va entrar en conflicte amb la nova ciutat estat de Babilònia, que va acabar per eclipsar als estats i ciutats sumero-accàdies de sud, molt més antigues, com Ur, Isin, Larsa, Kix, Nippur, Èridu, Lagaix, Umma, Uruk, Akxak i Adab, que es va annexar. L'aparició de l'Imperi hitita i el Regne de Mitanni, situats a nord d'Assíria, no van afectar aquesta, ni tampoc els cassites, que havien arrabassat Babilònia als seus fundadors amorreus. Després d'assegurar les seves fronteres, Assíria va entrar en un període pacífic que va durar dos segles i mig. El sorgiment de l'Imperi mitanni l'any 1600 aC va originar un curt període de dominació esporàdica mitano-hurrita al voltant del 1500 aC. Es creu que els mitannis indoeuropeus van conquerir als hurrites, i van formar la classe dominant d'aquest país de l'est d'Anatòlia. Els hurrites parlaven una llengua aïllada, ni semita ni indoeuropea.

### La dinastia de Puzur-Aixur I

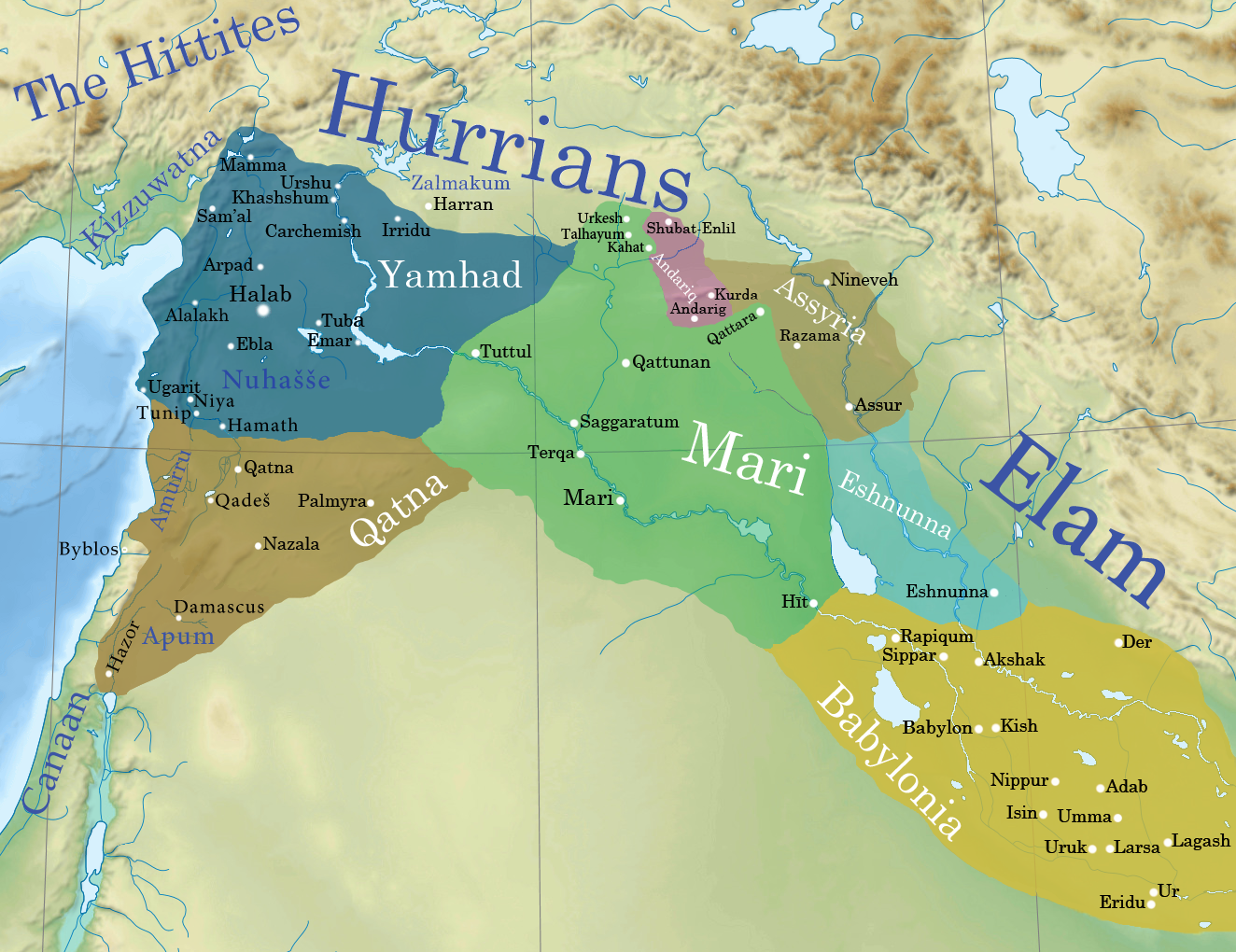
Un mapa de l'antic Orient Pròxim que mostra la situació geopolítica, abans de les conquestes de Xamxi-Adad I (c. 1754 aC - 1721 aC), al voltant de l'Imperi Assiri antic (marró clar) a prop de grans potències contemporànies com Eixnunna (blau clar), Yamkhad (blau fosc), Qatna (marró fosc) i la Primera dinastia de Babilònia (groc)

S'ha especulat que Puzur-Aixur I (𒁍𒀫𒀸𒋩) (c. 2025 aC) va enderrocar a Kikkia i va fundar una dinastia assíria que va sobreviure durant vuit generacions (o 216 anys), fins que Erixum II va ser enderrocat pels amorreus de Xamxi-Adad I. Els descendents de Puzur-Aixur van deixar inscripcions que l'esmentaven com el constructor de temples per als déus Asshur, Adad i Ixtar a Assíria. La durada del regnat de Puzur-Aixur I és desconeguda. Puzur-Aixur (en accadi; Pu-AMAR-Aš-ŠUR) és clarament el nom assiri que significa «servent d'Asshur» que el distingia dels seus tres predecessors immediats a la «llista de reis assiris», que possiblement portaven noms no-semítics, i dels primers, anomenats «reis avantpassats» amorreus (també traduïble com «Reis dels quals els seus pares són coneguts», sovint interpretada com una llista dels avantpassats de XamXi-Adad. Hildegard Levy, va escriure a The Cambridge Ancient History i va rebutjar aquesta interpretació, i veia Puzur-Aixur I com a part d'una dinastia més llarga iniciada per un dels seus predecessors, Sulili. Les inscripcions vinculen Puzur-Aixur I amb els seus successors immediats, que, segons la «Llista de reis assiris», estan relacionats amb els següents reis fins Erixum II.
Xallimahhe (insrit com šal-lim-PABMEŠ) (c. 2025 aC - 1995 aC), fill i successor de Puzur-Aixur I, és el primer governant independent a ser testificat en una inscripció contemporània. Tallat com un curiós personatge arcaic, amb escriptura especular de l'antic assiri en un bloc d'alabastre trobat durant les excavacions alemanyes a Assur sota la direcció de Walter Andrae, aquest únic exemplar de la seva inscripció contemporània registra que el déu Asshur «li va demanar» la construcció d'un temple «amb dipòsits de cervesa i una àrea d'emmagatzematge» construïdes en l'àrea del temple. Va governar durant un període en què les naixents companyies mercantils assíries es ramificaven per tota l'Anatòlia per comerciar amb teixits i estany d'Assur, que canviaven per plata. Xallimahhe i els seus successors portaven el títol d'išši'ak Assur, «vice-regent d'Asshur», així com el d'ensí (𒑐𒋼𒋛).
Iluixuma (inscrit com DINGIR-SUM-ma) (1945 aC - 1906 aC), fill i successor de Xallimahhe, és conegut per les seves inscripcions existent en diverses còpies on diu haver «rentat el coure i establert la llibertat per als accadis» a les ciutats estat sumèries d'Ur, Nippur i Der. Això ha estat pres per alguns estudiosos per insinuar que va fer campanyes militars al sud de Mesopotàmia per alleujar als seus compatriotes mesopotàmics de les invasions de amorrites i elamites. No obstant això, l'historiador Trolle Larsen va suggerir que aquestes actuacions van ser un intent d'atraure els comerciants de sud d'Assur amb privilegis fiscals i exempcions per monopolitzar l'intercanvi de coure del golf per l'estany de l'est. Per tant, les ciutats esmentades són les tres principals rutes de caravanes per les quals les mercaderies van viatjar en lloc de fer-ho per les rutes de les campanyes del rei. Les seves activitats de construcció van incloure l'edificació de l'antic temple d'Ixtar i d'una muralla de la ciutat.
Erixum I (inscrit com me-ri-šu o mAPIN-ìš en textos posteriors però sempre amb una «i» inicial en el seu propi segell, en les seves inscripcions, i en les dels seus successors immediats, com «ell ha desitjat»), (c. 1906 aC - c. 1876 aC), fill i successor d'Iluixuma, va expandir vigorosament les colònies assíries a l'Àsia Menor durant el seu llarg regnat. Va ser durant el seu regnat que es van establir karum («moll», «port» o «barri comercial») al llarg de les rutes comercials cap a l'Anatòlia a la ciutat baixa de Kaneix, Ankuwa, Hattusa i altres divuit llocs encara per identificar, i alguns warbatum (designats satèl·lits d'i subordinats als karum). Els mercats comerciaven estany, teixits, lapislàtzuli, ferro, antimoni, coure, bronze, llana i cereals. Les nombroses inscripcions contemporànies commemoren la construcció del temple d'Asshur, anomenat «Toro Salvatge», amb el seu pati. Les altres construccions cíviques d'Erixum i inclouen els temples d'Ixtar i el d'Adad.
Ikunum (𒄿𒆪𒉡) (c. 1876 aC - c. 1861 aC), fill i successor d'Erixum I, va construir un gran temple per al déu Ningal. Ell va enfortir encara més les fortificacions de la ciutat d'Assur i va mantenir les colònies d'Assíria a l'Àsia Menor. Els següents són els setze funcionaris limmu anuals des de l'any de l'adhesió d'Ikunum fins a la seva mort: Buzi fill d'Adad-rabi (c. 1876), Xuli fill de Xalmah (c. 1875), Iddin-Suen fill de Xalmah (c. 1874), Ikunum fill de Xudaia (c. 1873), Dan-Wer fill d'Ahu-ahí (c.1872), Xu-Anum de Nerabtim (c.1871), Il-Massu fill d'Aixur-tab (c. 1870), Xu-Hubur fill de Xuli (c. 1869), Idua fill de Xulili (c. 1868), Laqip fill de Puzur-Laba (c. 1867), Xu-Anum el hapirum (c. 1866), Uku fill de Bila (c. 1865), Aixur-malik fill de Panaka (c. 1864), Dan-Aixur fill de Puzur-Wer (c. 1863), Xu-Kubum, fill d'Ahu-ahi (c. 1862), i Irixum fill d'Iddin-Aixur (c. 1861).
Sargon I d'Accad (𒊬𒊒𒄀) (c. 1861 aC - 1822 aC), fill i successor d'Ikunum, va regnar com a rei de l'Imperi assiri antic. La paraula «sargon» significa «el rei és legítim» en accadi. Sargon I és conegut pel seu treball la fortificació d'Assur. Se sap molt poc sobre aquest rei.
Puzur-Aixur II (c. 1822 aC - c. 1814 aC), fill i successor de Sargon I, va ser rei de l'antic imperi assiri durant vuit anys. A causa del llarg regnat del seu pare, va arribar al tron a una edat avançada (un dels seus fills, anomenat lli-bani, va ser testimoni en un contracte (i, per tant, ja era un home adult) onze anys abans que Puzur-Aixur II es convertís en governant).
Naram-Sin d'Accàdia (𒀭𒈾𒊏𒄠𒀭𒂗𒍪) (c. 1814 aC - c. 1760 aC) va afegir el determinantiu diví (𒀭) en el seu nom. No s'ha de confondre amb el Naramsin que va governar Eixnunna. La ciutat estat d'Assur que va heretar era bastant rica, ja que era el centre de la xarxa comercial en l'apogeu de l'activitat de l'Imperi assiri antic i, tot i la destrucció del lloc comercial a Kaneix a meitat del seu regnat, el comerç aparentment va continuar en altres llocs. La Llista de reis assiris registra que Xamxi-Adad I «se'n va anar cap a Babilònia en el temps de Naram-Sin». Xamxi-Adad no va tornar fins a prendre Ekal·latum, establir-se durant tres anys i després enderrocar Erixum II (c. 1760 aC - 1754 aC), fill i successor de Naram-Sin.

### L'Alta Mesopotàmia

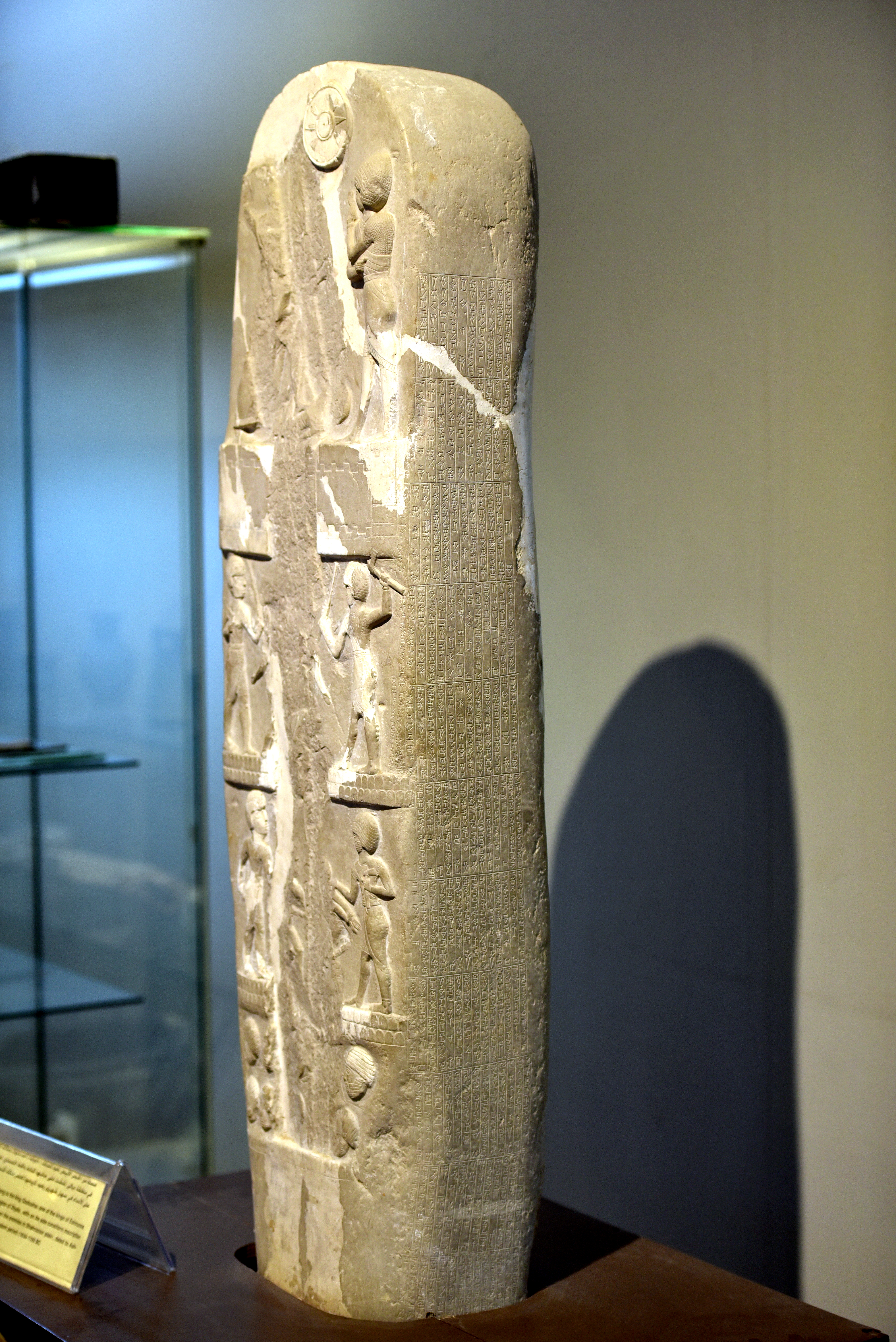
Estela de Daduixa que commemora la seva victòria sobre la ciutat de Qabara amb l'ajuda del rei Xamxi-Adad d'Ekal·latum

Xamxi-Adad I (c. 1754 aC - 1721 aC), fill d'Ila-kabkabu (𒀭𒆏𒅗𒁉), va heretar el tron en Terqa del seu pare c. 1785 aC. Xamshi-Adad va ser forçat a fugir cap a Babilònia mentre Naram-Sin d'Eixnunna va atacar Ekal·latum c. 1761 aC. Xamxi-Adad va conquerir Assur, va prendre la ciutat abandonada de Shekhna al nord-est de Síria,la va convertir en la capital del seu Imperi de l'Alta Mesopotàmia i la va reanomenar Šubat-Enlil, i va emergir com el primer rei amorreu d'Assíria c. 1754 aC. Xamxi-Adad va posar als seus fills en llocs geogràfiques clau i els va donar la responsabilitat de vigilar aquestes àrees.
Mentre va romandre en Šubat-Enlil, el seu fill gran, Ixme-Dagan I, va pujar tron d'Ekal·latum.
Un objectiu principal per a l'expansió va ser la ciutat de Mari, que controlava la ruta de les caravanes entre Anatòlia i Mesopotàmia. El rei de Mari, Yakhdun-Lim, va ser assassinat pels seus propis servents, possiblement per ordre de Xamxi-Adad I. Xamxi-Adad va aprofitar l'oportunitat i va ocupar Mari c. 1741 aC. Xamxi-Adad va posar al seu segon fill, Yasmah-Adad al tron de Mari, i després va tornar a Šubat-Enlil. Amb l'annexió de Mari, Xamxi-Adad tenia el control d'un gran imperi, controlant tota l'Alta Mesopotàmia.
Mentre que Ixme-Dagan I probablement era un governant competent, el seu germà Yasmah-Adad sembla haver estat un home de caràcter feble. Clarament, Xamshi-Adad va mantenir un control ferm sobre les accions dels seus fills, com es mostra en les seves moltes cartes a ells. En un moment donat va arreglar un matrimoni polític entre Yasmah-Adad i Beltum, la filla del seu aliat a Qatna. Yasmah-Adad ja tenia una esposa i va posar a Beltum en una posició de segona esposa. Xamxi-Adad no ho va aprovar i va obligar al seu fill a mantenir a Beltum al palau com a primera esposa.
Daduixa, un rei de l'estat veí Eixnunna, va fer una aliança amb Xamshi-Adad I per conquerir l'àrea entre els dos rius Zab (Gran Zab i Zab inferior) c. 1727 aC. Aquesta campanya militar de forces conjuntes es va commemorar en una estela de victòria que estableix que Daduixa li dona les terres a Xamxi-Adad I. Més tard, Xamxi-Adad es va girar contra Daduixa atacant les ciutats de Shaduppum i Nerebtum. Després de la mort de Xamxi-Adad I, Eixnunna va capturar ciutats al voltant d'Assur. L'ascens a la glòria de Xamxi-Adad I va ser envejat per reis i tribus veïnes, i durant tot el seu regnat, ell i els seus fills van enfrontar diverses amenaces al seu control.
Ixme-Dagan I (c 1721 aC - c 1681 aC), fill i successor de Xamxi-Adad I, va mantenir la capital del seu regne d'influència en Ekal·latum i va governar la regió sud-oriental de l'Alta Mesopotàmia, inclosa la ciutat estat Assur. El principal desafiament d'Ixme-Dagan I era mantenir a ratlla als seus enemics; cap a l'est es trobaven els contraforts de les muntanyes Zagros, habitats per pobles pastors bel·licosos, i al sud estava el regne mesopotàmic d'Eixnunna. Malgrat que el seu pare considerava a Ixme-Dagan I com un polític astut i un soldat capaç, i l'elogiava perquè reprenia a Yasmah-Adad en les seves cartes, Ixme-Dagan no va poder mantenir l'imperi del seu pare per molt temps després de la mort del seu pare. Eventualment, Ixme-Dagan va perdre la majoria dels seus dominis, que van quedar reduïts a la possessió d'Assur i Ekal·latum, tot i lliurar diverses contraofensives per intentar recuperar l'àrea superior de Khabur.

### La primera dinastia de Babilònia

Mapa de l'antic Orient Mitjà que mostra la ciutat estat Assur dins del territori de l'Imperi paleobabilònic durant el regnat del fill i successor del rei Hammurabi, Samsuiluna (rosa clar) c. 1654 aC

Ixme-Dagan I va concertar el matrimoni del seu fill i successor, Mut-Aixkur (c. 1681 aC - 1671 aC), per casar-lo amb la filla del rei hurrita Zaziya. Hammurabi de Babilònia (c. 1696 aC - c. 1654 aC), després de la primera conquesta de Mari, Larsa i Eixnunna, finalment va prevaler sobre Mut-Aixkur. Amb Hammurabi, les diverses colònies de karum a l'Anatòlia van cessar l'activitat comercial, probablement perquè els béns d'Assíria ara s'intercanviaven amb els babilonis. La monarquia assíria va sobreviure, però els tres reis amorreus que van succeir a Ixme-Dagan I (inclòs Mut-Aixkur), van ser vassalls i dependents dels babilonis durant el regnat d'Hammurabi.
Rimuix d'Assíria (inscrit mri-mu-u[š] en l'única variant de la Llista dels reis en la qual apareix) (c. 1671 aC - c. 1665 aC), successor i probablement descendent d'Ixme-Dagan I, sembla que va ser nomenat com a segon rei de l'Imperi accadi, Rimuix d'Accad (c. 2214 aC - 2206 aC). Això potser reflecteix la mesura que Xamxi-Adad i els seus successors es van identificar amb la prestigiosa dinastia d'Accad, encara que l'anterior Rimuix aparentment va ser assassinat pels seus propis cortesans «amb el seu segell», segons un auguri de la monumental sèrie Bārûtu, un final una mica ignominiós. Els esdeveniments que van resultar amb la desaparició de la dinastia s'evidencien en una sola inscripció, la de Puzur-Sin, qui va presumir d'enderrocar el fill d'Asinum, descendent de Xamxi-Adad I, el nom del qual no s'ha conservat. Això va poder haver estat Rimuix, o si Asinum el va seguir, potser el seu net. El resultat va ser aparentment una confusió quan una ràpida successió de set usurpadors van prendre el poder, cadascun dels quals va regnar breument abans de ser enderrocat.
Asinum (c. 1665 aC), possiblement successor o descendent de Rimuix o de Mut-Ashkur, va ser un rei amorreu expulsat pel viceregent assiri Puzur-Sin (no inclòs en la llista tracidional de reis, apareix en la inscripció de Puzur-Sin). Es creu que era descendent de Xamxi-Adad, qui havia fundat la breu dinastia dels amorreus, odiada pels vilatans a jutjar per una inscripció de llosa d'alabastre deixada per Puzur-Sin. Es creu que Puzur-Sin va ser un monarca assiri que no apareix en les fonts i que va deposar Asinum per permetre que el rei assiri Assurdugul es fes amb el tron. A l'enderrocament va seguir una guerra civil que va posar fi a la influència babilònica i amorrita en Assíria al voltant de l'any 1665 aC.
Assurdugul (inscrit maš-šur-du-gul, Mira (als déus) Asshur !) (c. 1665 aC - c.1659 aC), aparentment, «fill d'un ningú», es va apoderar del tron dels tres impopulars vassalls amorreus. La Llista dels reis assiris indica que Assurdugul era «fill de ningú, sense dret al tron», el que vol dir que no era de descendència reial i conseqüentment no estava qualificat per governar d'acord amb el principi patrilineal de legitimitat que van emprar els monarques posteriors. Durant el regnat d'Assurdugul, sis reis «fills d'un ningú» també van governar en aquell moment. Això pot suggerir una fragmentació del petit regne assiri, amb reclams al tron entre rivals. Assurdugul no va poder mantenir el control per molt temps, i aviat va ser deposat per un pretendent rival, Assuraplaidin.
Adasi (c.1659 aC - c.1440 aC), «fill d'un ningú», va ser l'últim dels sis reis que van governar durant el regnat d'Assurdugul. Va aconseguir sufocar els disturbis civils i estabilitzar la situació a Assíria. Durant el seu regnat, va expulsar per complet als babilonis i amorreus de l'esfera d'influència assíria. El poder babilònic va començar a decaure ràpidament en el conjunt de la Mesopotàmia, debilitat per la Primera dinastia del País de la Mar. La dinastia adàsida d'Assíria va rebre el seu nom d'Adasi.

### La dinastia adàsida
L'efímer imperi babilònic ràpidament va començar a enfonsar-se després de la mort d'Hammurabi, i Babilònia va perdre el control sobre Assíria durant el regnat del successor d'Hammurabi, Samsuiluna (1750 aC - 1712 aC). Es va produir un període de guerra civil després que Asinum (un net de Xamxi-Adad I i l'últim rei dels amorreus d'Assíria) va ser deposat c. 1732 aC per un poderós regent assiri natiu anomenat Puzur-Sin, qui considerava a Asinum com estranger i un antic lacai de Babilònia.

Un rei natiu anomenat Assurdugul va prendre el tron en 1732 aC, probablement amb l'ajut de Puzur-Sin. No obstant això, no va poder mantenir el control per molt temps, i aviat va ser deposat per un pretendent rival, Asssuraplaidin. La inestabilitat interna es va produir amb altres quatre reis (Nasir-Sin, Sinnamir, Ipqi-Ixtar i Adadsalulu) tots regnant en ràpida successió durant un període d'aproximadament sis anys entre 1732 i 1727 aaC. Babilònia sembla haver estat massa impotent per intervenir o aprofitar aquesta situació.

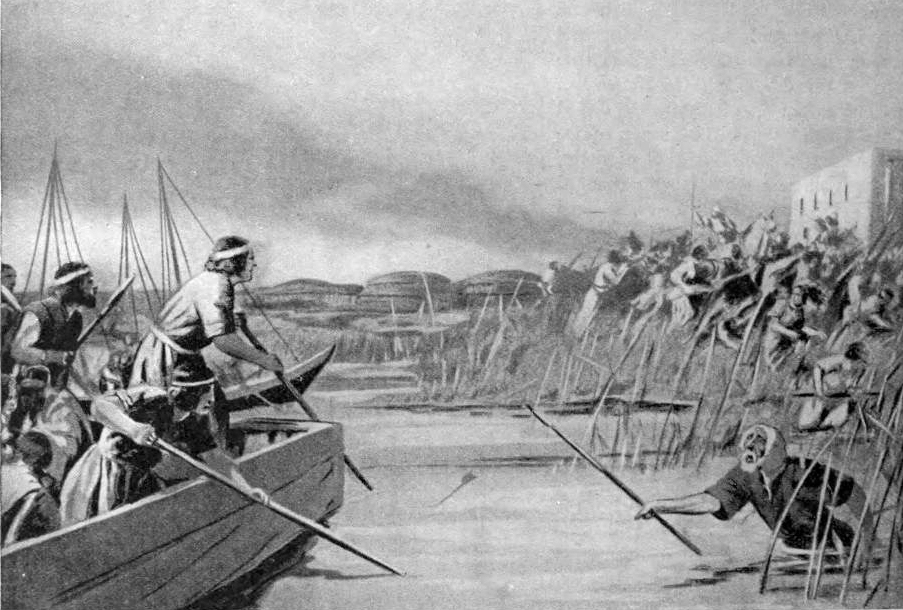
Conquesta del País de la Mar pels cassites

Finalment, un rei anomenat Adasi (1726 aC - 1701 aC) va passar a primer pla i va aconseguir sufocar els disturbis civils i estabilitzar la situació a Assíria. Adasi va expulsar per complet als babilonis i amorreus de l'esfera d'influència assíria durant el seu regnat, i el poder babilònic va començar a decaure ràpidament a Mesopotàmia com un tot, perdent també l'extrem sud de Mesopotàmia (una àrea que correspon aproximadament a l'antic Sumer) que pertanyia als habitants de llengua accadia del País de la Mar, encara que els amorreus mantindrien el control d'una Babilònia molt reduïda i feble fins al 1595 aC, quan van ser enderrocats pels cassites, un poble de les muntanyes del Zagros que parlava una llengua aïllada que no era semita ni indoeuropea.
Adasi va ser un rei assiri, l'últim en una línia de set reis designats per la Llista dels reis assiris com «usurpadors del tron assiri», qui va regnar des de 1718 aC fins al 1699 aC, després de l'expulsió dels amorreus i dels babilonis d'Assíria. Se li acredita a la Llista dels reis assiris amb l'estabilització d'Assíria i alliberant-la de la guerra civil i de la influència amorita. La dinastia d'Adaside d'Assíria va ser nomenada després d'ell amb el nom de «dinastia adàsida».
A Adasi el va succeir el seu fill Belubani (1700 aC - 1691 aC), a qui s'acredita en els annals assiris d'infligir moltes derrotes als babilonis i als amorreus, i enfortir i estabilitzar encara més el regne. Belubani (inscrit md EN -ba-ni, «el Senyor és el creador») (c. 1640 aC - c. 1630 aC) va ser el primer governant del que després seria anomenada la «Dinastia dels Adàsides». El seu regnat marca la inauguració d'una nova fase històrica després de la confusió dels reclams dels set usurpadors que el van precedir. Va ser el 48è rei a aparèixer en la Llista dels reis d'Assíria i va regnar durant deu anys.
Libaia (c. 1630 aC - c. 1613 aC), successor i possiblement fill o germà de Belubani, va governar sobre una Assíria relativament pacífica, segura i estable que existia sense ser pertorbada pels seus veïns hatti, hitites, hurrites, amorreus, babilonis, elamites i mitanni. Va succeir el Belubani en la dinastia Adàside, que va passar a primer pla després de l'expulsió dels babilonis i amorreus d'Assíria. Poc se sap actualment de molts dels reis que van seguir, com Xarma-Adad I (c. 1613 aC - c.1602 aC), Iptar-Sin (c.1602 aC - c. 1590 aC), Bazaia (c. 1590 aC - c. 1562 aC), Lul·laia (c. 1562 aC - c. 1556 aC), Xuninua (c. 1556 aC - 1542 aC) i Xarma-Adad II (c. 1542 aC - c. 1539 aC).
Iptar-Sin (inscrit IB.TAR.Sîn (lectura incerta)) (c. 1602 aC - c. 1590 aC) pot haver estat germà dels seus predecessors Libaia i Belubani, i va ser el 51è rei assiri d'acord amb la Llista dels reis d'Assíria. Ell va regnar durant 12 anys en algun moment durant el segle xvii aC.
Bazaia (c. 1590 aC - c. 1562 aC), fill d'Iptar-Sin o de Belubani, va ser el 52è rei que figura a la Llista dels reis d'Assíria. Va regnar durant vint anys i no ha deixat inscripcions conegudes.
Lul·laia (c. 1562 aC - c 1556 aC), «fill d'un ningú», va ser el 53è rei d'Assíria en ser agregat a la Llista dels reis d'Assíria. Ell era un «fill d'un ningú», és a dir, sense relació amb un monarca anterior, i va regnar 6 anys, entre c. 1633 aC i c. 1627 aC, durant un període en el qual una Assíria bastant disminuïda va ser eclipsada pel seu veí més poderós, Mitanni. L'erudit britànic Julian Reade especula que Lul·laia pot ser identificat amb l'anterior rei Assurdugul, sobre la base de la seva similar durada de regnat i la manca de parentiu reial.
Xuninua (c. 1556 aC - c. 1542 aC), fill de Bazaia, va succeir al presumpte usurpador Lul·laia. No hi ha inscripcions contemporànies del seu regnat. Es registra com un contemporani d'Akurduana de la Segona Dinastia de Babilònia en la Llista Sincrònica de Reis, en lloc de qualsevol supòsit governant de la Tercera Dinastia de Babilònia. La Llista dels reis d'Assíria registra que va regnar durant catorze anys abans de ser succeït pels seus fills. Els seus fills van ser Xarma-Adad II i Erixum III.
La Llista Sincrònica de Reis afirma que, Xamxi-Adad II (c. 1529 aC - c. 1526 aC), fill i successor de Xuninua, va tenir vuit governants cassites contemporanis diferents.
Aixurnirari I (1547 aC - 1522 aC) sembla no haver estat pertorbat pel recentment fundat Imperi mitanni (a Àsia Menor), l'Imperi hitita, o Babilònia durant el seu regnat de 25 anys. Se sap que va ser un rei actiu, que va millorar les infraestructures, va dedicar temples i va dirigir diversos projectes de construcció a tot el regne.
Ixme-Dagan II (c. 1526 aC - c. 1510 aC), fill i successor de Xamxi-Adad II, va ser un governant bastant fosc d'Assíria enmig d'una edat fosca. Ell només és conegut per la Llista dels reis d'Assíria. La relació amb el seu successor és incerta, ja que les còpies descriuen al pare de Xamxi-Adad III com Ixme-Dagan II, el germà de Xarma-Adad II, qui al seu torn era fill de Xuninua. Aquest Ixhme-Dagan, però, té la seva filiació clarament donada com a «fill de Xamxi-Adad II». Això va portar a Yamada a suggerir que el pare de Xamxi-Adad III era un individu homònim diferent d'una línia de descendència col·lateral de Xuninua.
Aixurnirari I (c. 1510 aC - c. 1484 aC), fill i successor d'Ixme-Dagan II, la Llista Sincrònica de Reis li dona al seu contemporani babilònic el nom de Kaixtiliaix III. Actualment, sobreviu l'evidència de les seves activitats de construcció, amb quatre petites inscripcions que commemoren el treball de construcció del temple de Bel-ibriya en maons recuperats d'un antic barranc, la restauració de l'esplanada d'Abaru, i la reconstrucció del temple de Sin-Xamaix. Ell va governar en un període pacífic i sense incidents de la història d'Assíria, entre l'enderrocament dels babilonis i amorreus per Puzur-Sin c. 1732 aC i el sorgiment dels mitanni c. 1450 aC.
Puzur-Aixur III (c. 1484 aC - c. 1460 aC), fill i successor d'Aixurnarari I, és el primer rei assiri a aparèixer en la Llista Sincrònica de Reis, on el descriu com un contemporani de Burnaburiaix de Babilònia. Va fer molts treballs de reconstrucció a Assur, es va reforçar la fortificació de la ciutat, i les casernes de sud es van incorporar a les principals defenses de la ciutat. Els temples al déu de la lluna Sin (Nanna) i al déu del sol Xamaix van ser erigits durant el seu regnat. Va signar un tractat amb Burnaburiaix I (el rei cassita de Babilònia), definint les fronteres de les dues nacions a fins de segle xvi aC. Va ser succeït per Enlilnasir I (1497 aC - 1483 aC) qui sembla haver tingut un regnat pacífic i sense incidents, igual que el seu successor Nurili (1482 aC - 1471 aC).
Enlilnasir I (c. 1484 aC - c. 1460 aC), fill i successor de Puzur-Ashur III, s'esmenta en la Llista Sincrònica de Reis, però el nom de la contrapart babilònica és il·legible. El seu nom està present en dos cons d'argila d'Assur.
Nurili (c. 1460 aC - c. 1448 aC), fill i successor d'Enlilnasir I, va ser un rei d'Assíria.
Aixurxaduni (c. 1448 aC), fill i successor de Nurili, va ser el governant d'Assíria només per «un mes complet». Hi continua havent incertesa respecte a la data del seu accés al tron, ja que els dos reis assiris subsegüents tenen longituds de regnat desconegudes, desconnectant efectivament a ell i els seus predecessors de la cronologia més ferma de la Llista dels reis d'Assíria posterior. Encara no hi ha inscripcions contemporànies existents per a ell o el seu predecessor immediat o successors. El seu nom apareix en dues de les Llistes dels reis d'Assíria i dèbilment a la fi de la primera columna de la Llista Sincrònica de Reis, al nivell d'on un dels successors se suposa que hauria d'aparèixer el rei cassita Kaixtiliaix III. La Llista dels reis d'Assíria descriu el seu derrocament: «des del tron, va ser deposat, el tron va ser apoderat».
Aixurrabi I (c. 1448 aC - c. 1430 aC), fill d'Enlilnasir I, va prendre el tron després d'un cop d'estat contra Aixurxaduni.
Assíria va romandre forta i segura. Quan Babilònia va ser saquejada i els seus governants amorreus deposats per l'imperi hitita, i posteriorment va caure davant els cassites el 1595 aC, sengles poders no van poder penetrar en Assíria, i sembla que no hi va haver problemes entre el primer governant cassita de Babilònia, Agum II i Erixum III (1598 aC - 1586 aC) d'Assíria, i es va signar un tractat mútuament beneficiós entre els dos governants.

### Mitanni

Mapa de l'antic Orient Mitjà que mostra la ciutat estat Assur dins del territori dels Mitanni en la seva màxima extensió. Nucli de Mitanni (porpra fosc) i l'extensió màxima aproximada del domini de Mitanni (porpra clar) c. 1430 aC

El sorgiment de Mitanni c. 1500 aC, eventualment va portar a un curt període de dominació Mitanni esporàdica c. 1450 aC. Es creu que els mitanni de llengua indoeuropea van conquerir i van formar la classe dominant sobre els indígenes hurrites a l'est d'Anatòlia (els hurrites parlaven una llengua aïllada). A Mesopotàmia hi ha dotzenes de textos cuneïformes d'aquest període, amb observacions precises dels eclipsis solars i lunars, que han estat utilitzats com a «àncora» en els diversos intents de definir la cronologia de Babilònia i Assíria entre c. 2000 aC i c. 1300 aC).
Aixurnadinahhe I (c. 1430 aC - c.1415 aC), fill i successor d'Aixurrabi I, va ser festejat per l'Imperi egipci, que era un rival dels mitanni, i tractant de guanyar un punt de suport a l'Antic Orient Pròxim. Amenofis II va enviar al rei assiri un tribut d'or per segellar una aliança contra els mitanni. És probable que aquesta aliança incités a Xauxtatar, el governant dels mitanni, a envair Assíria i saquejar la seva ciutat-capital, després de la qual cosa Assíria es va convertiir en un estat vassall, amb Aixurnadinahhe I obligat a pagar tribut a Xauxtatar. Després d'un regnat de quinze anys, Aixurnadinahhe I va ser enderrocat pel seu germà Enlilnasir II (c. 1415 aC - c. 1409 aC).
Aixurnirari II (inscrit maš-šur-ERIM.GABA (=DÁḪ), «Asshur és la meva ajuda»), (c. 1409 aC - c. 1402 aC), fill i successor d'Enlilnasir II, va governar sobre Assíria en un moment en què encara s'estava recuperant del saqueig d'Assur pel governant mitanni Xauxtatar. Segons la Llista dels reis de Khorsabad, Aixurnerari II va regnar durant set anys, les columnes corresponents a la Llista dels reis de Nassouhi i la Llista dels reis SDAS estan danyades en aquest punt. Un text legal d'Assur està datat amb l'epònim de «Ber-nadin-ahhe, fill d'Aixurnerari II, jutge suprem», i un altre dona el testimoni de «Xamaix-Kidinnu, fill d'Ibaixi-ilu, fill de Ber-nadin-hhe, jutge suprem». Aixurnerari II va tenir un regnat sense incidents, i sembla que també va retre homenatge als mitanni. La monarquia assíria va sobreviure, i la influència de Mitanni sembla haver estat esporàdica. Semblen no haver estat sempre disposats o de ser capaços d'interferir en els assumptes interns i internacionals assiris.
Aixurbelnixeixu (inscrit mdaš-šur-EN-UN.MEŠ--šú, «Asshur és el Senyor del seu poble»), (c. 1402 aC - c. 1394 aC) també va portar a terme un extens treball de reconstrucció a la pròpia Assur. Sembla que Assíria va desenvolupar els seus antics sistemes financers i econòmics altament sofisticats durant el seu regnat, i va ser independent de la influència de Mitanni, com ho demostra el fet que ha signat un tractat mútuament beneficiós amb Karaindaix, el rei cassita de Babilònia c. 1400 aC. Aixurbelnixeixu va succeir al seu pare, Aixurnirari II. Com era la pràctica durant aquest període de la monarquia assíria, es va titular modestament «išši'ak Aššur» (vice-regent del déu Asshur). La Crònica Sincrònica registra el seu tractat territorial aparentment amistós amb Karaindaix, el rei de Babilònia, i relata que «van jurar junts sobre aquest mateix límit». Les nombroses inscripcions en cons d'argila celebren la seva trobada al mur de Puzur-Aixur III del districte «Ciutat Nova» d'Assur.
Aixurrimnixeixu (inscrit mdaš-šur-ÁG-UN.MEŠ-šu, «Asshur estima el seu poble»), era el governant d'Assíria (o išši'ak Aššur, «vice-regent del déu Asshurr», escrit en sumeri: PA.TE.SI (= ENSI)), (c. 1394 aC - c. 1387 aC), fill i successor d'Aixurbelnixeixu, és millor conegut pel fet que ha reconstruït el mur interior de la ciutat d'Assur. Les tres llistes existents de reis assiris donen la seva filiació com «fill d'Aixurbelnixeixu», el monarca que immediatament el va precedir, però això es contradiu amb l'única inscripció contemporània existent, un clau de fundació d'argila amb una inscripció dedicatòria per a la reconstrucció del mur de la ciutat interior d'Assur, que diu que el seu pare és Aixurnerari II, el mateix que el seu predecessor, que presumiblement era el seu germà. Amb Ber-nadin-aye, un altre fill d'Aixurnirari que va rebre el títol de «jutge suprem», sembla que va poder haver estat el tercer dels fills d'Aixurnirari que va governar. El clau de fundació d'argila identifica als restauradors anteriors com Kikkia (c. 2100 aC), Ikunum (c. 1876 aC - c. 1861 aC), Sargon I (c. 1861 aC - c. 1822 aC), Puzur-Aixur II (c. 1822 aC - c.1814 aC) i Aixurnirari I (c. 1510 aC - c. 1484 aC).
Aixurnadinahhe II (el nom és un nom assiri personal que significa «Ashur m'ha donat un germà») (c. 1387 aC - c. 1378 aC), també va rebre un tribut d'or de l'Imperi egipci i van tenir relacions diplomàtiques, probablement en un intent d'obtenir suport militar assiri contra els rivals de l'Imperi egipci a Àsia occidental: l'Imperi hitita i els Mitanni. No obstant això, sembla que el rei assiri no estava en una posició prou forta per a desafiar als mitanni i als hitites. Dos reis assiris que van governen entre c. 1430 aC i c. 1379 aC van ser anomenats «Aixurnadinahhe». Gairebé no ha sobreviscut informació sobre aquests reis, però un d'ells s'esmenta en una de les cartes d'Amarna. A la carta del rei Aixurubal·lit I d'Assíria al faraó de l'Imperi egipci, numerada EA 16, Aixurnadinahhe II és referit com el seu avantpassat qui va escriure a Egipte i va rebre or a canvi. Això implicaria un matrimoni diplomàtic anterior i una aliança entre Assíria i Egipte durant el seu regnat. El nom Aixurnadinahhe II esmentat en EA 16 ha estat impugnat com una escriptura defectuosa d'Aixurnadinapli, un altre rei assiri. Aixurnadinahhe II va ser succeït pel seu germà, Eriba-Adad I, el primer rei de l'Imperi Assiri mitjà.

## Inscripcions
1. ↑  Els jeroglífics egipcis també són un sistema d'escriptura, però no se sap quin sistema va començar primer. Vegeu Visible Language. Inventions of Writing in the Ancient Middle East and Beyond Arxivat 2021-08-26 a Wayback Machine., Oriental Institute Museum Publications, 32, Chicago: Universitat de Chicago, p. 13, ISBN 978-1-885923-76-9  PDF
2. ↑  Llista dels reis de Khorsabad (còpia de la Llista dels reis d'Assíria), i 24, 26.
3. ↑  Algunes de les cartes de Mari dirigides a Xamxi-Adad I pel seu fill es poden trobar a la secció de «Cartes de Mari» a Shaika Haya, Ali al Khalifa; Rice, Michael. Bahrain through the Ages (en anglès).  KPI, 1986. ISBN 0-7103-0112-X.
4. ↑  Llista dels reis d'Assíria, fragment VAT 9812 = KAV 14: 5.
5. ↑  mIB.TAR-d30.
6. ↑  Llista dels reis de Khorsabad, tauleta IM 60017 (excavacions: DS 828, DS 32-54), iii 3.
7. ↑  KAJ 174.
8. ↑  Llista dels reis de Nassouhi, Istanbul A. 116 (Assur 8836), iii 11–12.
9. ↑  Llista dels reis de Khorsabad, IM 60017 (excavacions: DS 828, DS 32-54), iii 5–6.
10. ↑  Llista dels reis SDAS, tauleta IM 60484, ii 38.
11. ↑  Crònica Sincrònica (ABC 21), tauleta K4401a, i 1–4.